# 桜川市
桜川市（さくらがわし）は、茨城県西地域に位置する市。2005年10月1日に西茨城郡岩瀬町、真壁郡真壁町、大和村が合併し誕生。市名は市内に発し市域を縦断して霞ヶ浦へ注ぐ河川・桜川に由来する。

## 概要
東京都心からおよそ70km圏に位置しており、市域は水田や筑波山地、鶏足山塊の山林が広がる農村となっている。現在桜川市は県西地区に属しているが、北部の岩瀬地区（旧西茨城郡岩瀬町）は平成の大合併時に県央地区から編入されている。
桜川市磯部地区は茨城県の偕楽園、袋田の滝、西山荘に並ぶ国指定名勝の1つである「桜川のサクラ」の所在地である。

## 地理・地形
茨城県の中西部、広義の八溝山地の西麓に位置し、南北20km強の縦長の市域を持つ。
市の東部から南部は筑波山地の北西側にあたり、加波山から筑波山にかけては尾根筋に市境がほぼ沿っている。
栃木県と接する市北部は、富谷山など鶏足山塊の山々があり、そこから桜川が端を発し、市の中央を通って南へ流れる。
市の中部から西側は関東平野の北東の縁の一部にあたり、平地が広がる。

### 市街地
- 北から岩瀬、羽黒、大和、真壁の4つの市街地が存在する。岩瀬市街地では岩瀬駅前土地区画整理事業として開発が行われた[1]ほか、現在は市西部で桜川筑西IC周辺地区開発整備事業が進められている。

都市計画を策定している

### 地形

#### 盆地
- 岩瀬盆地
- 羽黒盆地

#### 山
- 筑波山地
  - 筑波山
  - 弁天山
  - きのこ山
  - 足尾山
  - 丸山
  - 加波山
  - 燕山
  - 雨引山
  - 御嶽山
  - 羽田山
  - 北栗山
- 鶏足山塊
  - 高峯
  - 富谷山
  - 長辺寺山
  - 羽黒山
  - 棟峯

#### 河川
- 桜川
- 筑輪川(弁天川)
- 大川
- 布川
- 泉川
- 御領川
- 山口川
- 観音川
- 二神川

#### 湖沼
- つくし湖（南椎尾調整池）
- 上野沼
- 枡箕が池
- 大池
- 小野池

## 地域・経済

### 電話
市外局番は0296。岩瀬地区と真壁・大和地区は市外局番こそ一緒だが、単位料金区域が異なるため、市外局番からつける必要がある。

### ご当地ナンバー
つくばナンバーを使用する。つくば市・下妻市・筑西市など県南・県西地域13市町に参加。他のナンバー地域は2006年10月10日に導入されるも、つくばナンバーのみ、茨城県の新県税システムの導入時期に合わせ、2007年2月13日から導入された。旧岩瀬町域ではわずか半年足らずで水戸ナンバー→土浦ナンバー→つくばナンバーと変化した。
| 地区     | 〜2005年10月1日 | 2005年10月1日〜2007年2月13日 | 2007年2月13日〜 |
| -------- | --------------- | ---------------------------- | --------------- |
| 岩瀬地区 | 水戸ナンバー    | 土浦ナンバー                 | つくばナンバー  |
| 大和地区 | 土浦ナンバー    | 土浦ナンバー                 | つくばナンバー  |
| 真壁地区 | 土浦ナンバー    | 土浦ナンバー                 | つくばナンバー  |

### 防災無線
| 時刻  | 岩瀬地区     | 大和地区     | 真壁地区     |
| ----- | ------------ | ------------ | ------------ |
| 6:00  |              |              | チャイム     |
| 6:30  |              | 牧場の朝     |              |
| 10:00 |              |              | チャイム     |
| 11:45 | 恋はみずいろ |              |              |
| 12:00 |              | 歓喜の歌     | 歓喜の歌     |
| 15:00 |              |              | チャイム     |
| 17:00 | 夕焼け小焼け | 夕焼け小焼け | 夕焼け小焼け |

上記のほか、毎週月曜、木曜日14時50分には小学生の下校見守り放送が流れる。

### 地域組合・管轄
市内
- 桜川市商工会
- 桜川市観光協会
- 桜川市社会福祉協議会
- 桜川市土地改良区
- 羽黒石材商工業協同組合

広域組合
- 農協：北つくば農業協同組合
- 一部事務組合︰筑西広域市町村圏事務組合
- し尿処理︰筑北環境衛生組合

### 特徴
- 市北部は商業地帯や桜の名所、市南部の筑波山、市中部の安産子育ての雨引観音は観光地としても有名である。気候は比較的温暖で、ミカン栽培の北限と言われている。
- 岩瀬町と真壁郡2町村はどちらも下館を中心とする衛星都市であり岩瀬町/真壁郡相互間の関わりは少ない。

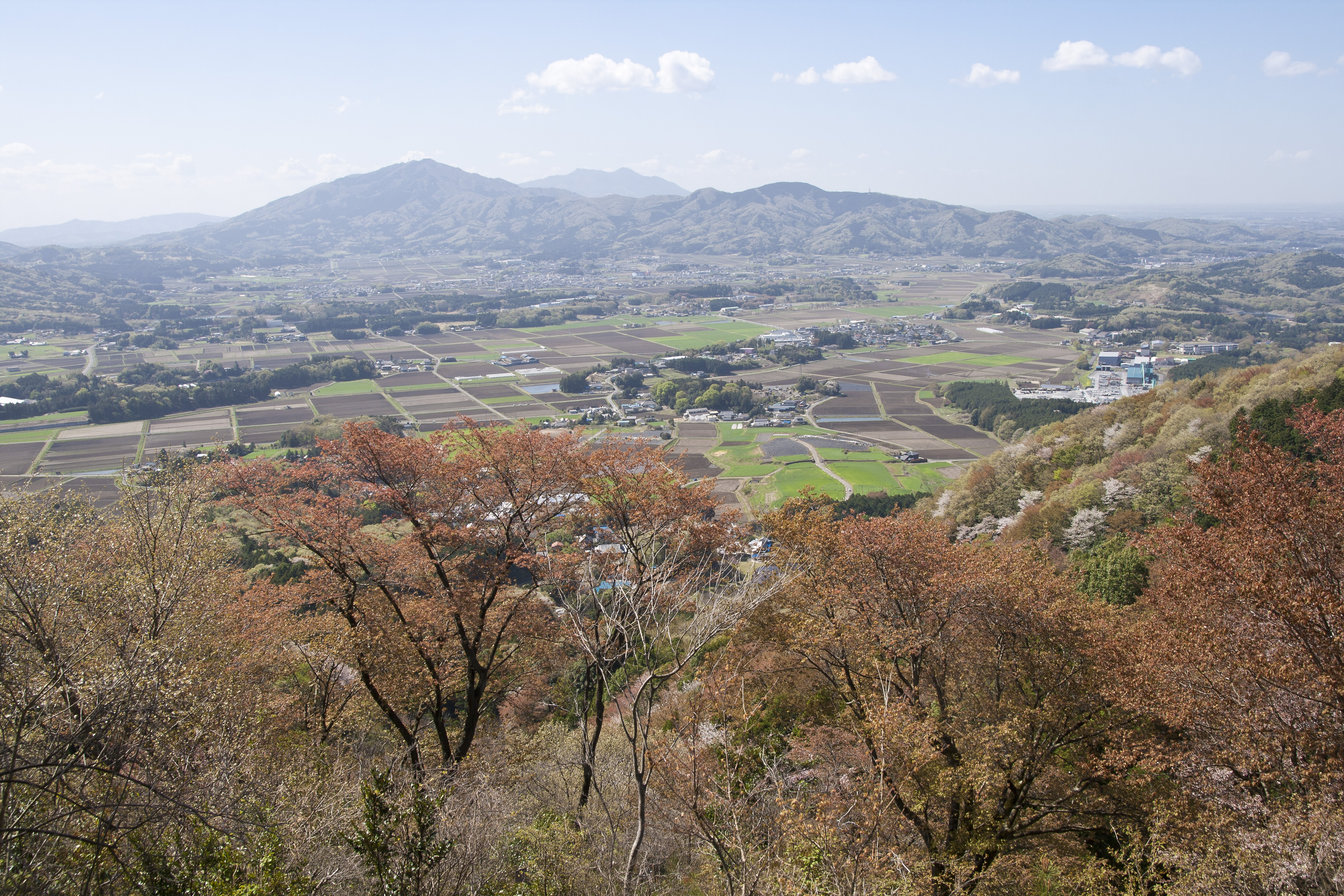
高峯より見た岩瀬盆地と筑波山地
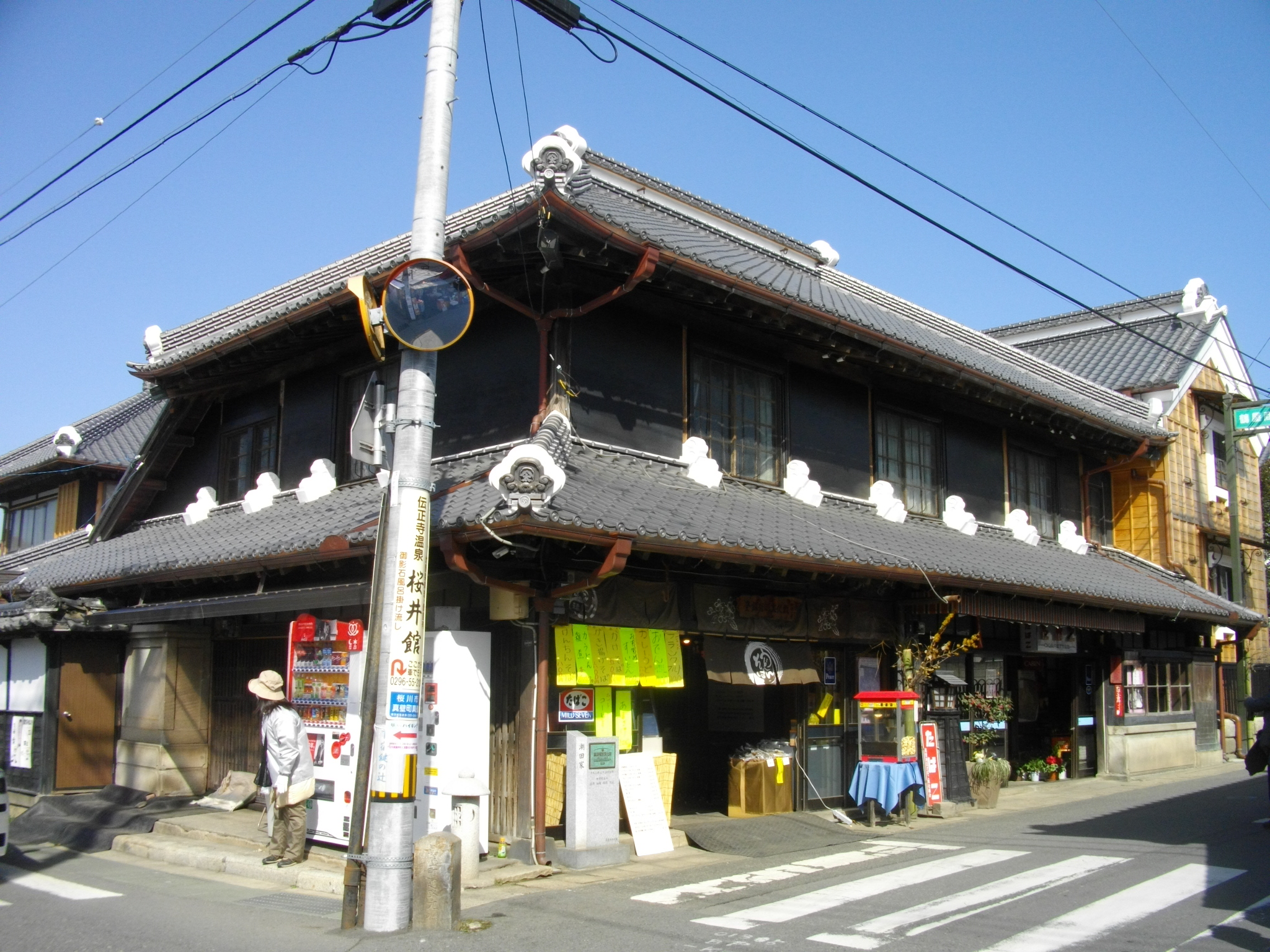
潮田家住宅
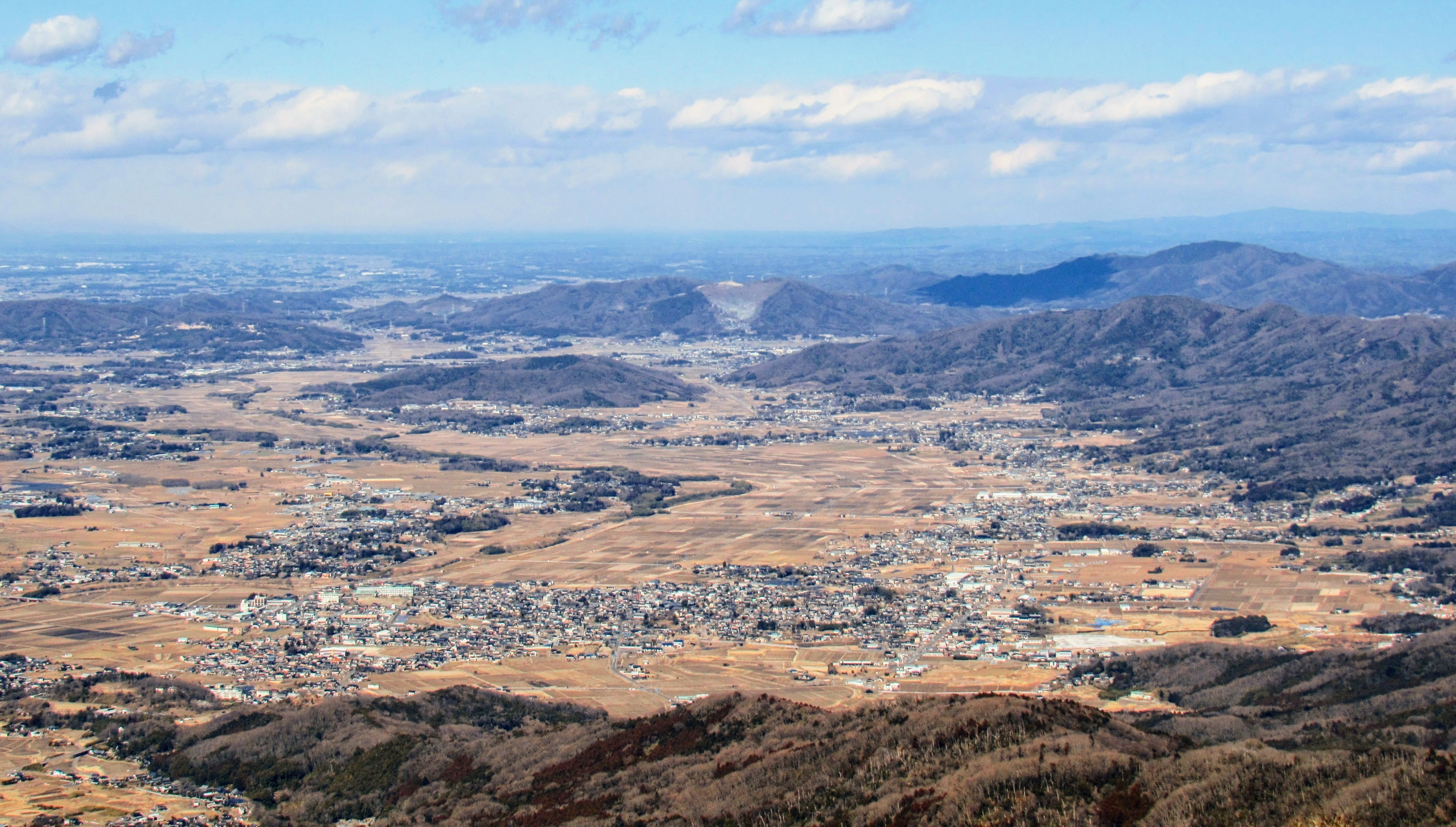
筑波山より桜川市域を臨む
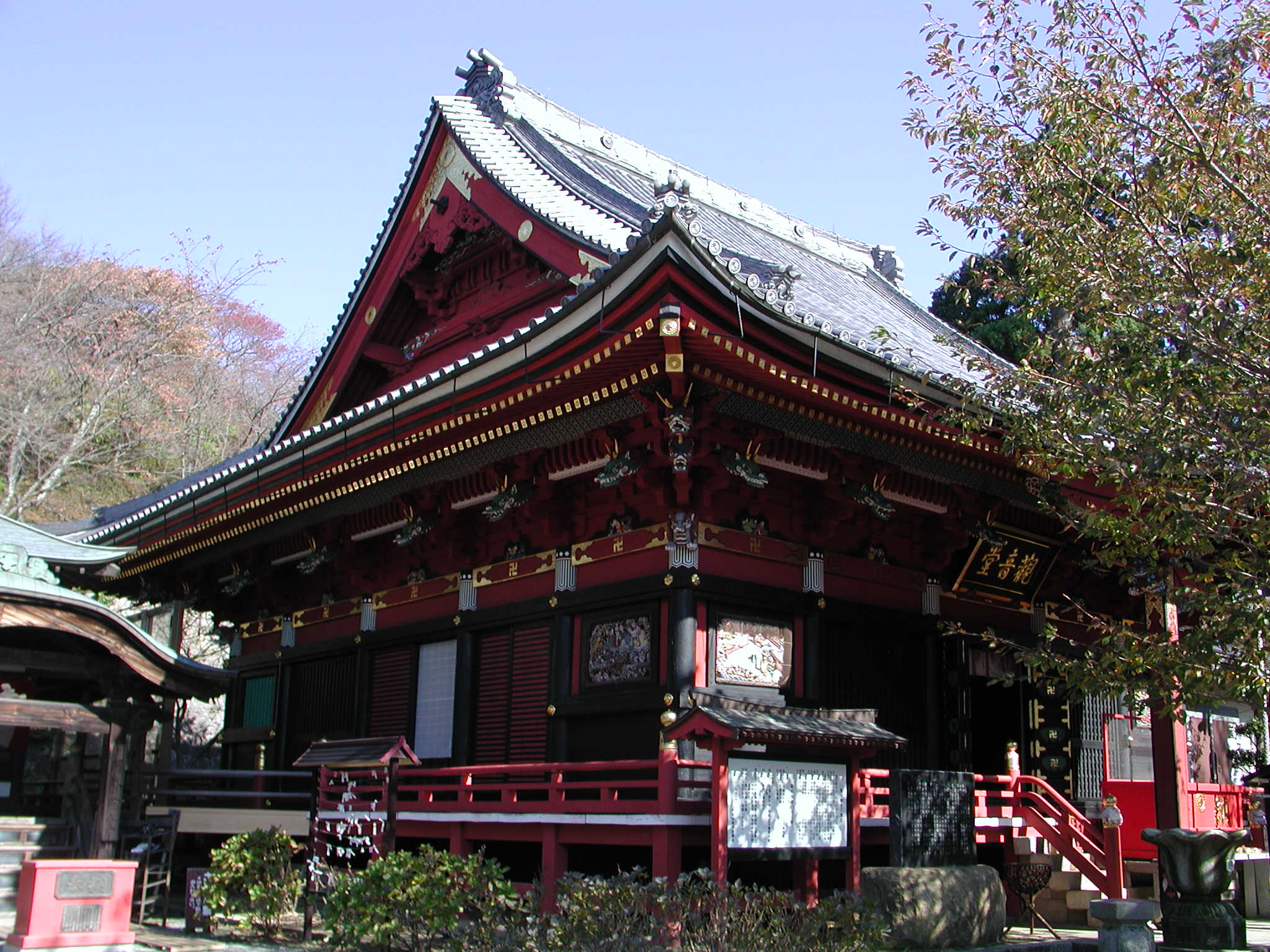
雨引観音

### 産業
- 主な産業：商業、農業、石材業、窯業
- 「福来（ふくれ）みかん」が特産品となっている[3]。
- 市北東部の羽黒地区、南部の真壁地区はそれぞれ日本有数の採石地であり、石材業が盛んである。羽黒地区では隣接する稲田地区と同等かそれ以上の石材が採れるとされ、羽黒青糠目というブランドが確立されている。真壁地区は「日本三大石材産地」とされ、産出される真壁御影石を加工した「真壁石燈籠」は国の伝統工芸品に指定されている。

### 他市町村との繋がり
- 旧3町村全てが旧下館市の衛星都市であり、市内全域において市内以上に筑西市との繋がりが強い。
- 市北部で元県央の旧岩瀬町では水戸市や隣接する笠間市をはじめ、栃木県真岡市、芳賀郡益子町との繋がりが強く、休日の買い物行動では宇都宮市への移動も多く見られる。北関東自動車道の開通により水戸市、笠間市、真岡市、宇都宮市との繋がりが強化された。
- 市南部の旧真壁町・大和村では隣接するつくば市のほか下妻市、土浦市への通勤通学も多く見られる。令和7年には筑波山系を貫き真壁と八郷(石岡)を結ぶ県道7号線上曽トンネルの開通を控えており、石岡市との繋がりが強化されると見込まれている。

### 就業人口
- 平成27年
  - 第1次産業 1,516人
  - 第2次産業 7,620人
  - 第3次産業 11,600人

## 市政・庁舎

### 歴代市長
| 代       | 氏名     | 就任年月日     | 退任年月日     | 備考         |
| -------- | -------- | -------------- | -------------- | ------------ |
| 初 - 2代 | 中田裕   | 2005年10月30日 | 2013年10月29日 | 元・岩瀬町長 |
| 3 - 5代  | 大塚秀喜 | 2013年10月30日 | 現職           |              |

### 市議会
- 任期：4年間

#### 議長
| 代   | 氏名       | 備考           |
| ---- | ---------- | -------------- |
| 初代 | 今井房之助 | 元・大和村議   |
| 2代  | 小林正紀   | 元・真壁町議長 |
| 3代  | 増田昇     |                |
| 4代  | 相田一良   |                |
| 5代  | 林悦子     |                |
| 6代  | 潮田新正   |                |
| 7代  | 高田重雄   | 元・岩瀬町議   |
| 8代  | 仁平実     |                |
| 9代  | 小高友徳   |                |
| 10代 | 萩原剛志   | 公明党         |
| 11代 | 風野和視   |                |

#### 副議長
| 代   | 氏名       | 備考         |
| ---- | ---------- | ------------ |
| 初代 | 塚本明     | 元・真壁町議 |
| 2代  | 高田重雄   | 元・岩瀬町議 |
| 3代  | 潮田新正   |              |
| 4代  | 小高友徳   |              |
| 5代  | 川那子秀雄 |              |
| 6代  | 飯島重男   |              |
| 7代  | 風野和視   |              |
| 8代  | 萩原剛志   | 公明党       |
| 9代  | 谷田部由則 |              |
| 10代 | 市村 香    |              |
| 11代 | 鈴木裕一   |              |

- 会派（議席）：無所属（14）、公明党（1）、日本共産党（1）

#### 選挙違反
- 2006年9月24日に行われた第1回桜川市議会議員一般選挙にて1723.784票で当選した鈴木政夫議員が買収容疑で逮捕起訴。その後、2007年1月4日に辞職願いを提出し、翌5日受理される。

### 予算
- 2001年（3町村合計額）
  - 歳入 - 17,085,108千円
  - 歳出 - 16,347,963千円

### 国政・県政

#### 衆議院
- 選挙区：茨城県第1区
- 茨城県第1区選出議員
  - 田所嘉徳（自由民主党）
  - 福島伸享（無所属）

#### 参議院
- 選挙区：茨城県選挙区
- 茨城県区選出議員
  - 加藤明良・上月良祐（自由民主党）
  - 小沼巧（立憲民主党）
  - 堂込麻紀子 無所属

#### 県議会
2010年の県議選からは、定数1の桜川市選挙区として実施される。
- 旧・真壁町域、旧・大和村域
  - 選挙区：真壁郡選挙区
  - 真壁郡選挙区選出議員
    - 白田信夫（自由民主党）
    - 加倉井昭喜（自由民主党）
- 旧・岩瀬町域
  - 選挙区：西茨城郡選挙区
  - 西茨城郡選挙区選出議員
    - 常井洋治（無所属（民主党推薦）→自由民主党会派）

2010年の県議選、新桜川市選挙区（定数１）
- 白田信夫（自由民主党）

### 庁舎
- 大和庁舎（本庁舎）

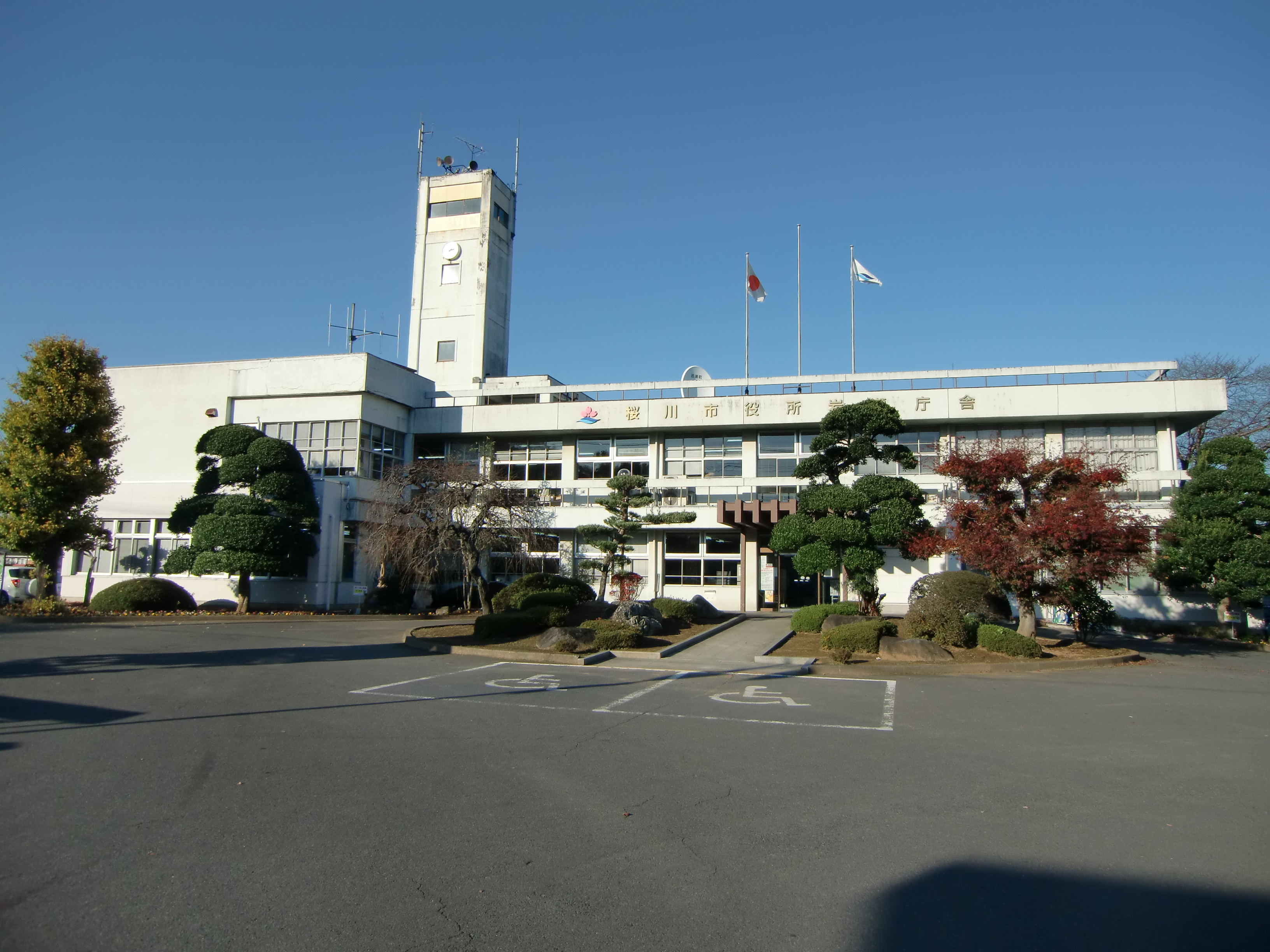
岩瀬庁舎

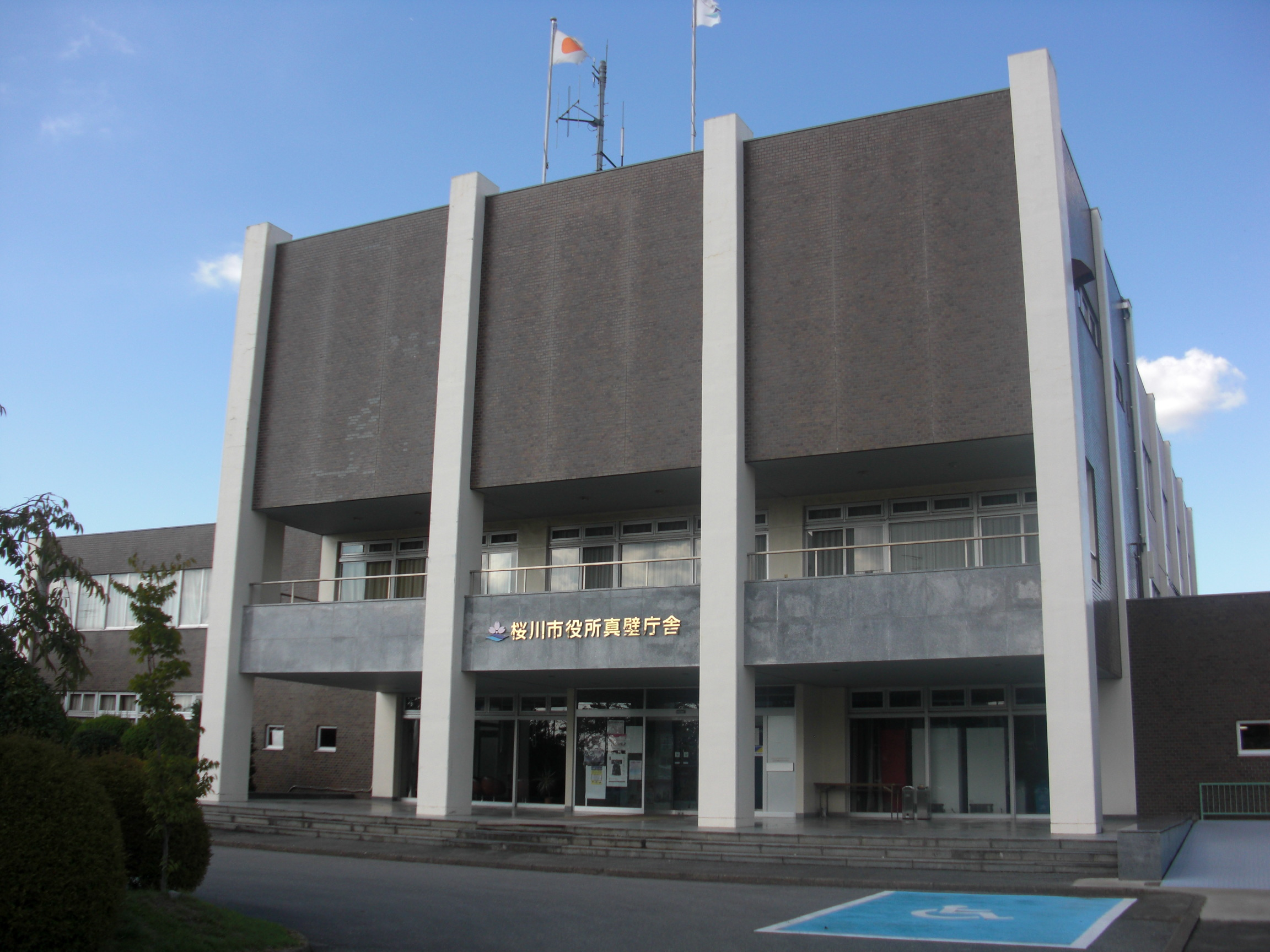
真壁庁舎

〒309-1242  桜川市羽田1023番地
1971年（昭和46年）：旧庁舎竣工
1994年（平成5年）：新庁舎竣工
- 岩瀬庁舎

〒309-1211  桜川市岩瀬64番地2
1961年（昭和36年）︰第一庁舎竣工
1980年（昭和55年）︰第二庁舎竣工
- 真壁庁舎

〒300-4417  桜川市真壁町飯塚911番地
1973年（昭和48年）︰庁舎竣工

## 警察・消防・医療・教育

### 警察
- 桜川警察署（旧・真壁警察署）
  - 岩瀬交番　鍬田553-34
  - 羽黒駐在所　加茂部1226-2
  - 南飯田駐在所　南飯田935-6
  - 小塩駐在所　小塩213-1
  - 雨引駐在所　大曽根561-1
  - 椎尾駐在所　椎尾1793-132

### 消防

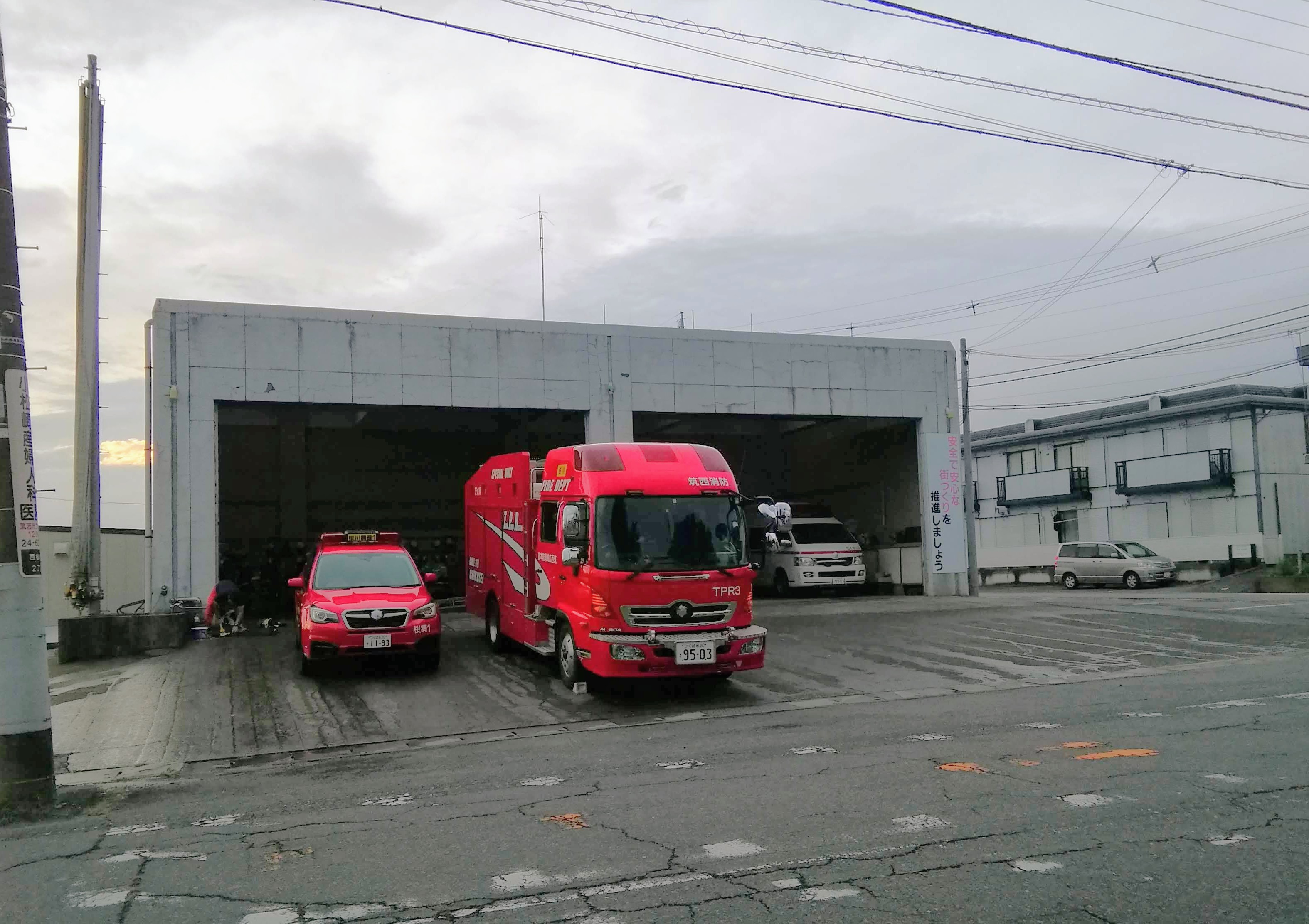
桜川消防署(旧・岩瀬消防署)

- 筑西広域市町村圏事務組合消防本部（筑西市・結城市・桜川市）
  - 桜川消防署 〒309-1213  桜川市西桜川2-29
    - 大和分署  〒309-1242  桜川市羽田1000
    - 真壁分署  〒300-4406  桜川市真壁町山尾793

なお、119番は全て筑西市内の消防本部通信司令室で受信されていたが、平成28年より順次、いばらき消防指令センターにて県内各地から集中的に受信する方式となった。

### 医療
- さくらがわ地域医療センター

### 教育

#### 幼稚園・保育所
- 岩瀬地区
  - 学校法人古谷野学園
    - 星の宮幼保園（幼保連携型認定こども園）
    - 星の子ランド保育園

  - 岩瀬認定こども園（岩瀬保育所）
  - 岩瀬東部認定こども園
- 大和地区
  - やまと認定こども園
- 真壁地区
  - 認定こども園 真壁保育園
  - ひなの里保育園

#### 小学校
- 岩瀬地区
  - 桜川市立岩瀬小学校
  - 桜川市立坂戸小学校
  - 桜川市立南飯田小学校
  - 桜川市立羽黒小学校
- 大和地区
  - 桜川市立雨引小学校
  - 桜川市立大国小学校
- 真壁地区
  - 桜川市立谷貝小学校
  - 桜川市立樺穂小学校

#### 中学校
- 岩瀬地区
  - 桜川市立岩瀬東中学校
  - 桜川市立岩瀬西中学校
- 大和地区
  - 桜川市立大和中学校
- 真壁地区
  - 桜川市立桜川中学校
- 義務教育学校
- 真壁地区
  - 桜川市立桃山学園

#### 高等学校
- 岩瀬地区
  - 茨城県立岩瀬高等学校
  - 岩瀬日本大学高等学校
- 真壁地区
  - 茨城県立真壁高等学校

## 施設・公園

### 公民館
| 地区     | 施設名                               | 住所                      | 備考                                   |
| -------- | ------------------------------------ | ------------------------- | -------------------------------------- |
| 岩瀬地区 | 桜川市複合施設                       | 桜川市東桜川一丁目21番地1 | 旧岩瀬中央公民館跡地 令和5年度開館予定 |
| 岩瀬地区 | 農村環境改善センター                 | 桜川市加茂部1491          |                                        |
| 岩瀬地区 | 西区公民館                           | 桜川市岩瀬219             |                                        |
| 岩瀬地区 | 元岩瀬公民館                         | 桜川市岩瀬1399-2          |                                        |
| 岩瀬地区 | 大岡公民館                           | 桜川市岩瀬2054-1          |                                        |
| 岩瀬地区 | 常盤町公民館                         | 桜川市犬田1318-12         |                                        |
| 岩瀬地区 | 明日香区集会所                       | 桜川市明日香二丁目        |                                        |
| 岩瀬地区 | 犬田ふるさとコミュニティセンター     | 桜川市犬田1284-4          |                                        |
| 岩瀬地区 | 長方南・中泉農村集落センター         | 桜川市長方970-1           | 旧長方分校跡地                         |
| 岩瀬地区 | 長方北公民館                         | 桜川市長方664             |                                        |
| 岩瀬地区 | 下泉公民館                           | 桜川市下泉374-3           |                                        |
| 岩瀬地区 | 下泉集会所                           | 桜川市下泉8-1             | 旧下泉分校跡地                         |
| 岩瀬地区 | 本郷公民館                           | 桜川市本郷630-1           |                                        |
| 岩瀬地区 | 堤上生活改善センター                 | 桜川市堤上156             |                                        |
| 岩瀬地区 | 西飯岡農村集落センター               | 桜川市西飯岡660-3         |                                        |
| 岩瀬地区 | 大泉農村集落センター                 | 桜川市大泉436-1           | 旧大泉分校跡地                         |
| 岩瀬地区 | 久原公民館                           | 桜川市久原560-1           |                                        |
| 岩瀬地区 | 富岡公民館                           | 桜川市富岡528             |                                        |
| 岩瀬地区 | 富谷生活改善センター                 | 桜川市富谷1718            | 旧富谷分校跡地                         |
| 岩瀬地区 | 中里公民館                           | 桜川市中里572             |                                        |
| 岩瀬地区 | 門毛多目的集会所                     | 桜川市門毛1               | 旧門毛分校跡地                         |
| 岩瀬地区 | 南飯田公民館                         | 桜川市南飯田838           |                                        |
| 岩瀬地区 | 間中農村集落センター                 | 桜川市間中236             |                                        |
| 岩瀬地区 | 平沢公民館                           | 桜川市平沢644             |                                        |
| 岩瀬地区 | 池亀公民館                           | 桜川市池亀364             |                                        |
| 岩瀬地区 | 山口生活改善センター                 | 桜川市山口443             |                                        |
| 岩瀬地区 | 坂本公民館                           | 桜川市坂本458             | 坂本観音内                             |
| 岩瀬地区 | 大月農村集落センター                 | 桜川市大月253             |                                        |
| 岩瀬地区 | 小塩地区多目的集会所                 | 桜川市小塩193             | 旧小塩分校跡地                         |
| 岩瀬地区 | 亀岡農村集落センター                 | 桜川市亀岡1               | 旧亀岡小学校跡地                       |
| 岩瀬地区 | 西小塙一公民館                       | 桜川市西小塙1065          |                                        |
| 岩瀬地区 | 西小塙二公民館                       | 桜川市西小塙419           |                                        |
| 岩瀬地区 | 西小塙三公民館                       | 桜川市西小塙388           |                                        |
| 岩瀬地区 | 加茂部公民館                         | 桜川市加茂部255           |                                        |
| 岩瀬地区 | 加茂部農村集落センター               | 桜川市加茂部1250-3        |                                        |
| 岩瀬地区 | 高幡公民館                           | 桜川市高幡344             |                                        |
| 岩瀬地区 | 今泉農村集落センター                 | 桜川市今泉176-1           |                                        |
| 岩瀬地区 | 木植ふるさとコミュニティセンター     | 桜川市木植193             |                                        |
| 岩瀬地区 | 曽根農村集落センター                 | 桜川市曽根427             |                                        |
| 岩瀬地区 | 猿田公民館                           | 桜川市猿田194-1           |                                        |
| 岩瀬地区 | 松田田園都市センター                 | 桜川市松田626             |                                        |
| 岩瀬地区 | 東友部転作推進センター               | 桜川市友部1582            |                                        |
| 岩瀬地区 | 西友部農村集落センター               | 桜川市友部1436            |                                        |
| 岩瀬地区 | 上城農村集落センター                 | 桜川市上城894-2           |                                        |
| 岩瀬地区 | 谷中公民館                           | 桜川市上城612-1           |                                        |
| 岩瀬地区 | 水戸農村集落センター                 | 桜川市水戸243-3           |                                        |
| 岩瀬地区 | 青柳ふるさとコミュニティセンター     | 桜川市青柳127             |                                        |
| 岩瀬地区 | 稲荷橋ふるさとコミュニティセンター   | 桜川市友部520             |                                        |
| 岩瀬地区 | 谷中公民館                           | 桜川市上城621-1           |                                        |
| 岩瀬地区 | 磯部公民館                           | 桜川市磯部779             | 稲村神社社務所                         |
| 岩瀬地区 | 稲公民館                             | 桜川市稲162               |                                        |
| 大和地区 | 大和ふれあいセンター「シトラス」     | 桜川市羽田989-1           |                                        |
| 大和地区 | 大和中央公民館                       | 桜川市羽田1028-1          |                                        |
| 大和地区 | 本木集落センター                     | 桜川市本木634-19          |                                        |
| 大和地区 | 大曽根公民館                         | 桜川市大曽根1163          |                                        |
| 大和地区 | 東飯田公民館                         | 桜川市東飯田549-4         |                                        |
| 大和地区 | 西方公民館                           | 桜川市東飯田446-1         |                                        |
| 大和地区 | 手面公民館                           | 桜川市東飯田446-1         |                                        |
| 大和地区 | 阿部田公民館                         | 桜川市阿部田934           |                                        |
| 大和地区 | 羽田公民館                           | 桜川市羽田1174            |                                        |
| 大和地区 | 宮公民館                             | 桜川市大国玉185-1         |                                        |
| 大和地区 | 木崎公民館                           | 桜川市大国玉622           |                                        |
| 大和地区 | 前原公民館                           | 桜川市大国玉2123          |                                        |
| 大和地区 | 中丸木公民館                         | 桜川市大国玉2903-8        |                                        |
| 大和地区 | 福泉公民館                           | 桜川市大国玉4155-1        |                                        |
| 大和地区 | 中根ふるさとコミュニティセンター     | 桜川市高久462             |                                        |
| 大和地区 | 高久集落センター                     | 桜川市高久219-7           |                                        |
| 大和地区 | 鷲宿地区集落センター                 | 桜川市高久681-4           |                                        |
| 大和地区 | 金敷地区ふるさとコミュニティセンター | 桜川市金敷1263            |                                        |
| 大和地区 | 金敷公民館                           | 桜川市金敷1263            |                                        |
| 大和地区 | 高森田園都市センター                 | 桜川市高森476-3           |                                        |
| 大和地区 | 青木農村集落センター                 | 桜川市青木801             |                                        |
| 真壁地区 | 真壁伝承館                           | 桜川市真壁町真壁198       | 旧真壁中央公民跡地館                   |
| 真壁地区 | 紫尾分館                             | 桜川市真壁町椎尾1223-1    |                                        |
| 真壁地区 | 樺穂分館                             | 桜川市真壁町長岡621-1     |                                        |
| 真壁地区 | 谷貝分館                             | 桜川市真壁町下谷貝1139-1  |                                        |
| 真壁地区 | 下宿町会館                           | 桜川市真壁町真壁139       |                                        |
| 真壁地区 | 上宿町会館                           | 桜川市真壁町真壁20        |                                        |
| 真壁地区 | 仲町会館                             | 桜川市真壁町真壁344-1     |                                        |
| 真壁地区 | 川原町会館                           | 桜川市真壁町真壁92-1      |                                        |
| 真壁地区 | 飯塚児童館                           | 桜川市真壁町飯塚1-1       |                                        |
| 真壁地区 | 金井農村集落センター                 | 桜川市真壁町田1077        |                                        |
| 真壁地区 | 原方集会所                           | 桜川市真壁町原方1245      |                                        |
| 真壁地区 | 亀岡田園都市センター                 | 桜川市真壁町亀熊59-1      |                                        |
| 真壁地区 | 源法寺集落センター                   | 桜川市真壁町源法寺421-2   |                                        |
| 真壁地区 | 羽鳥会館                             | 桜川市真壁町羽鳥1308-1    | 旧羽鳥分校跡地                         |
| 真壁地区 | 細芝会館                             | 桜川市真壁町細芝128-1     |                                        |
| 真壁地区 | 真壁農村高齢者センター               | 桜川市真壁町東山田2266    |                                        |
| 真壁地区 | 真壁コミュニティセンター             | 桜川市真壁町酒寄1655      |                                        |
| 真壁地区 | 上谷貝北部田園都市センター           | 桜川市真壁町上谷貝1173-2  |                                        |
| 真壁地区 | 東矢貝会館                           | 桜川市真壁町東矢貝849-1   |                                        |
| 真壁地区 | 中郷公民館                           | 桜川市真壁町下谷貝2150-3  |                                        |
| 真壁地区 | 中通り飽戸会館                       | 桜川市真壁町上谷貝1473-3  |                                        |
| 真壁地区 | 中村公民館                           | 桜川市真壁町椎尾405-3     |                                        |
| 真壁地区 | 堀之内会館                           | 桜川市真壁町椎尾1098-3    |                                        |
| 真壁地区 | 大塚新田転作推進センター             | 桜川市真壁町大塚新田166   |                                        |
| 真壁地区 | 上小幡児童館                         | 桜川市真壁町上小幡1154    |                                        |
| 真壁地区 | 南小幡公民館                         | 桜川市真壁町上小幡839     |                                        |
| 真壁地区 | 原方公民館                           | 桜川市真壁町原方1126-1    |                                        |
| 真壁地区 | 真壁農村交流センター                 | 桜川市真壁町白井833-5     |                                        |
| 真壁地区 | 桜井会館                             | 桜川市真壁町桜井171       |                                        |
| 真壁地区 | 山口公民館                           | 桜川市真壁町田805-4       |                                        |
| 真壁地区 | 須津賀ふるさとコミュニティセンター   | 桜川市真壁町源法寺674-1   |                                        |
| 真壁地区 | 山尾会館                             | 桜川市真壁町山尾620-1     |                                        |
| 真壁地区 | 上山尾会館                           | 桜川市真壁町山尾910-4     |                                        |

### 公園
| 地区     | 施設名                   | 住所                       | 備考     |
| -------- | ------------------------ | -------------------------- | -------- |
| 岩瀬地区 | 総合運動公園             | 桜川市岩瀬2685-14          | 運動公園 |
| 岩瀬地区 | 岩瀬桜川運動公園         | 桜川市磯部437              | 運動公園 |
| 岩瀬地区 | 磯部桜川公園             | 桜川市磯部740-2            | 地区公園 |
| 岩瀬地区 | 岩瀬運動場               | 桜川市青柳283              |          |
| 岩瀬地区 | 岩瀬中央児童公園         | 桜川市岩瀬349-4            | 街区公園 |
| 岩瀬地区 | 西小塙児童公園           | 桜川市西小塙794            | 街区公園 |
| 岩瀬地区 | 明日香公園               | 桜川市明日香二丁目16番地   | 街区公園 |
| 岩瀬地区 | 北１号公園               | 桜川市御領一丁目41番地     | 街区公園 |
| 岩瀬地区 | 北３号公園               | 桜川市富士見台四丁目44番地 | 街区公園 |
| 岩瀬地区 | 南１号公園               | 桜川市西桜川三丁目20番地   | 街区公園 |
| 岩瀬地区 | 星の宮公園               | 桜川市長方1148-1           |          |
| 岩瀬地区 | 富谷山ふれあい公園       | 桜川市富谷                 |          |
| 岩瀬地区 | 富谷山公園               | 桜川市富谷                 | 森林公園 |
| 岩瀬地区 | 御嶽山森林公園           | 桜川市青柳                 | 森林公園 |
| 岩瀬地区 | 北栗山公園               | 桜川市犬田1282-4           | 一般公園 |
| 岩瀬地区 | 星の宮公園               | 桜川市長方                 | 一般公園 |
| 岩瀬地区 | 上野原公園広場           | 桜川市中泉470              |          |
| 岩瀬地区 | 羽黒駅前公園             | 桜川市友部1017-4           |          |
| 岩瀬地区 | 友部住宅団地公園         | 桜川市友部816-5            |          |
| 岩瀬地区 | 岩瀬調整池A              | 桜川市東桜川二丁目27番地   |          |
| 岩瀬地区 | 岩瀬調整池B              | 桜川市東桜川一丁目26番地   |          |
| 岩瀬地区 | ますみ公園               | 桜川市友部1828             | 農村公園 |
| 岩瀬地区 | 今泉農村公園             | 桜川市今泉608-1            | 農村公園 |
| 岩瀬地区 | 小塩農村公園             | 桜川市小塩                 | 農村公園 |
| 岩瀬地区 | 久原農村公園             | 桜川市久原157-1            | 農村公園 |
| 岩瀬地区 | 間中工業団地公園緑地     | 桜川市間中                 | 緑地     |
| 岩瀬地区 | 大和駅北公園             | 桜川市中泉842番地1         |          |
| 大和地区 | 大和スポーツ公園         | 桜川市高久2131-134         |          |
| 大和地区 | 大和運動場               | 桜川市羽田1008             |          |
| 大和地区 | 羽田山まほろば公園       | 桜川市羽田1-6              |          |
| 大和地区 | 花の入公園               | 桜川市東飯田47-1           |          |
| 大和地区 | 大和駅前公園             | 桜川市高森925              |          |
| 大和地区 | 台山高森工業団地公園     | 桜川市高森1174-3           |          |
| 真壁地区 | 真壁総合公園             | 桜川市古城                 | 真壁城跡 |
| 真壁地区 | 真壁中央公園             | 桜川市真壁町真壁198-1      |          |
| 真壁地区 | みかげスポーツ公園       | 桜川市真壁町桜井1073       |          |
| 真壁地区 | つくば真壁工業団地公園１ | 桜川市真壁町東矢貝914      |          |
| 真壁地区 | つくば真壁工業団地公園２ | 桜川市真壁町東矢貝915      |          |
| 真壁地区 | 桜井農村公園             | 桜川市真壁町桜井1341-1     |          |
| 真壁地区 | 真壁運動場               | 桜川市真壁町源法寺43-1     |          |
| 真壁地区 | 原方運動広場             | 桜川市亀熊地内             |          |
| 真壁地区 | 長岡運動広場             | 桜川市長岡地内             |          |
| 真壁地区 | 新宿児童公園             | 桜川市真壁町真壁2050-1     |          |
| 真壁地区 | 原方児童公園             | 桜川市真壁町亀熊567-1      |          |
| 真壁地区 | 仲町児童公園             | 桜川市真壁町真壁363-1      |          |
| 真壁地区 | 紫尾住宅団地公園         | 桜川市真壁町椎尾1793-143   |          |

### 体育・福祉・保健
| 地区     | 施設名                   | 住所                     | 備考                 |
| -------- | ------------------------ | ------------------------ | -------------------- |
| 岩瀬地区 | 岩瀬体育館「ラスカ」     | 桜川市岩瀬2685-14番地    | 桜川市総合運動公園内 |
| 岩瀬地区 | 温水プール「サンパル」   | 桜川市岩瀬2685-14番地    | 桜川市総合運動公園内 |
| 岩瀬地区 | 岩瀬高齢者センター       | 桜川市岩瀬1973番地3      | 桜川市総合運動公園内 |
| 岩瀬地区 | 猿田体育館               | 桜川市猿田413-1          | 旧猿田小学校体育館   |
| 岩瀬地区 | 福祉事務所               | 桜川市岩瀬64番地-2       | 岩瀬庁舎内           |
| 岩瀬地区 | 岩瀬福祉センター         | 桜川市鍬田612番地        |                      |
| 大和地区 | 大和体育館               | 桜川市羽田1028番地1      |                      |
| 大和地区 | 大和体力増進センター     | 桜川市羽田1028番地1      |                      |
| 真壁地区 | 真壁体育館               | 桜川市真壁町古城377      |                      |
| 真壁地区 | 真壁トレーニングセンター | 桜川市真壁町古城377      |                      |
| 真壁地区 | 社会体育研修センター     | 桜川市真壁町古城377      |                      |
| 真壁地区 | 真壁第2体育館            | 桜川市真壁町田179-4      | 旧真壁小学校体育館   |
| 真壁地区 | 紫尾体育館               | 桜川市真壁町椎尾1687     | 旧紫尾小学校体育館   |
| 真壁地区 | 真壁福祉センター         | 桜川市真壁山尾604番地1   |                      |
| 真壁地区 | 真壁保健センター         | 桜川市真壁町山尾754番地1 |                      |

### レジャー
| 地区     | 施設名                                 | 住所                     | 備考 |
| -------- | -------------------------------------- | ------------------------ | ---- |
| 岩瀬地区 | やすらぎの里（桜川市野外活動センター） | 桜川市上野原地新田48番地 |      |
| 真壁地区 | 桜川市筑波高原キャンプ場               | 桜川市真壁町羽鳥1557番地 |      |
| 真壁地区 | 旧高久家住宅                           | 真壁町真壁191            |      |
| 真壁地区 | 旧真壁郵便局                           | 真壁町真壁297            |      |

### 市営駐車場
- 岩瀬駅前駐車場
- 大和駅前駐車場
- 高上町駐車場
- 上野原駐車場

### 公営住宅

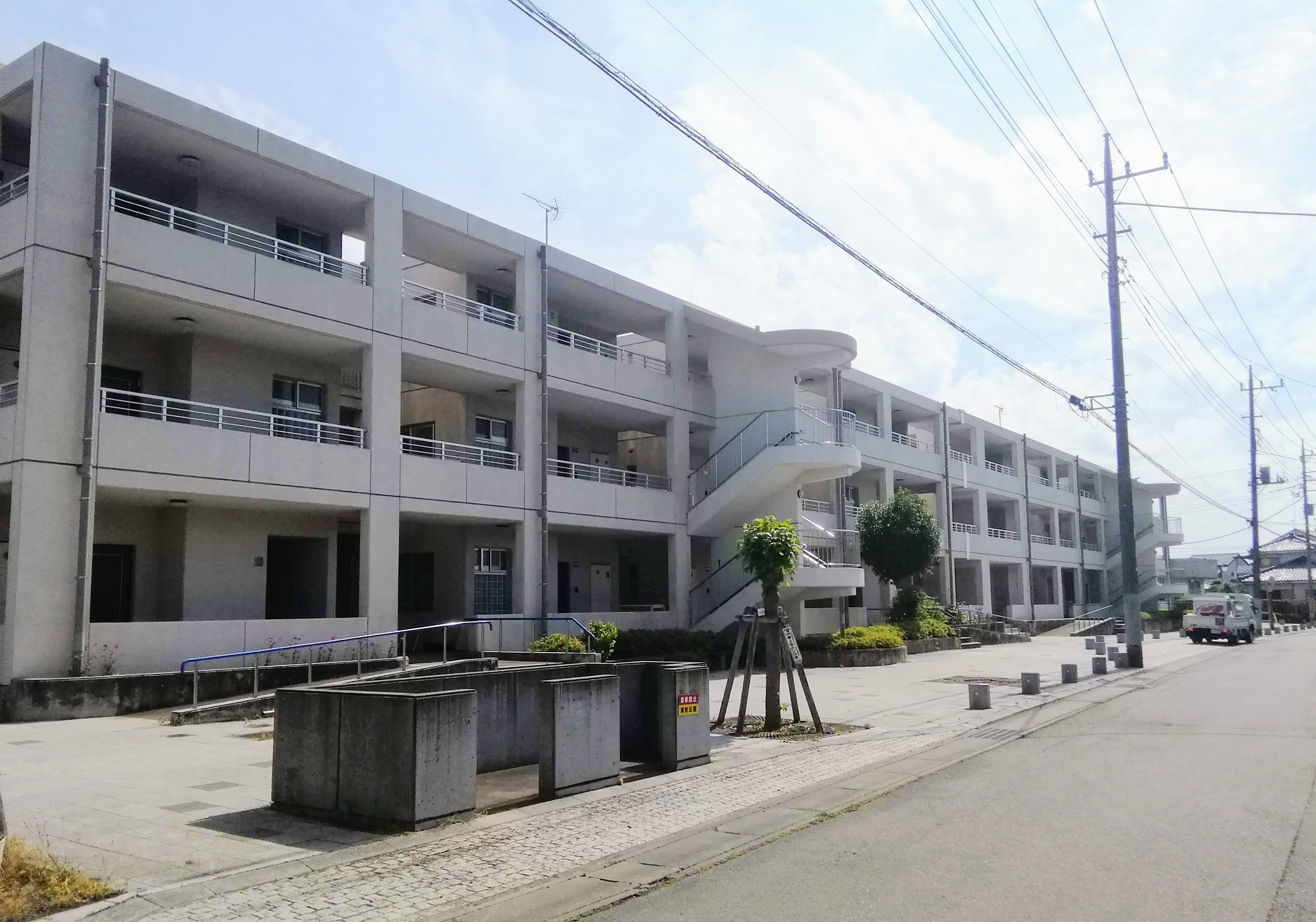
市営御領西住宅

#### 県営[4]
| 地区     | 物件名           | 住所                  | 備考     |
| -------- | ---------------- | --------------------- | -------- |
| 岩瀬地区 | 岩瀬アパート     | 桜川市岩瀬1968番地-3  |          |
| 岩瀬地区 | 岩瀬曽根アパート | 桜川市曽根404番地     |          |
| 岩瀬地区 | 番匠免住宅       | 桜川市富士見台3丁目19 |          |
| 岩瀬地区 | 岩瀬御領住宅     | 桜川市岩瀬863番地     | 募集停止 |
| 岩瀬地区 | 羽黒住宅         | 桜川市友部1410番地    | 募集停止 |
| 真壁地区 | 真壁アパート     | 桜川市椎尾1793番地-30 |          |

#### 市営[5]
| 地区     | 物件名               | 住所                  | 備考     |
| -------- | -------------------- | --------------------- | -------- |
| 岩瀬地区 | ますみ住宅           | 友部1445番地          |          |
| 岩瀬地区 | 犬田住宅（犬田団地） | 犬田775-2番地         |          |
| 岩瀬地区 | 御領北住宅           | 岩瀬911番地-1         |          |
| 岩瀬地区 | 寺前第二住宅         | 西小塙815番地         |          |
| 岩瀬地区 | 鍬田住宅（鍬田団地） | 鍬田522番地-1         |          |
| 岩瀬地区 | 金井住宅             | 友部356番地           |          |
| 岩瀬地区 | 東十枚住宅           | 岩瀬1564番地          |          |
| 岩瀬地区 | 御領西住宅           | 岩瀬745番地-1         |          |
| 岩瀬地区 | 番匠住宅             | 岩瀬1536番地          | 募集停止 |
| 岩瀬地区 | 寺前第一住宅         | 西小塙817番地-4       | 募集停止 |
| 岩瀬地区 | 桜ヶ丘住宅           | 南飯田8番地-2         | 募集停止 |
| 真壁地区 | 細芝第1住宅          | 真壁町細芝285番地-1   |          |
| 真壁地区 | 細芝第2住宅          | 真壁町細芝36番地      |          |
| 真壁地区 | 酒寄住宅             | 真壁町酒寄78番地-1    |          |
| 真壁地区 | 桃山住宅             | 真壁町羽鳥52番地      | 募集停止 |
| 真壁地区 | 白井住宅             | 真壁町白井514番地     | 募集停止 |
| 真壁地区 | 谷貝住宅             | 真壁町下谷貝438番地-2 | 募集停止 |

## 交通

### 鉄道

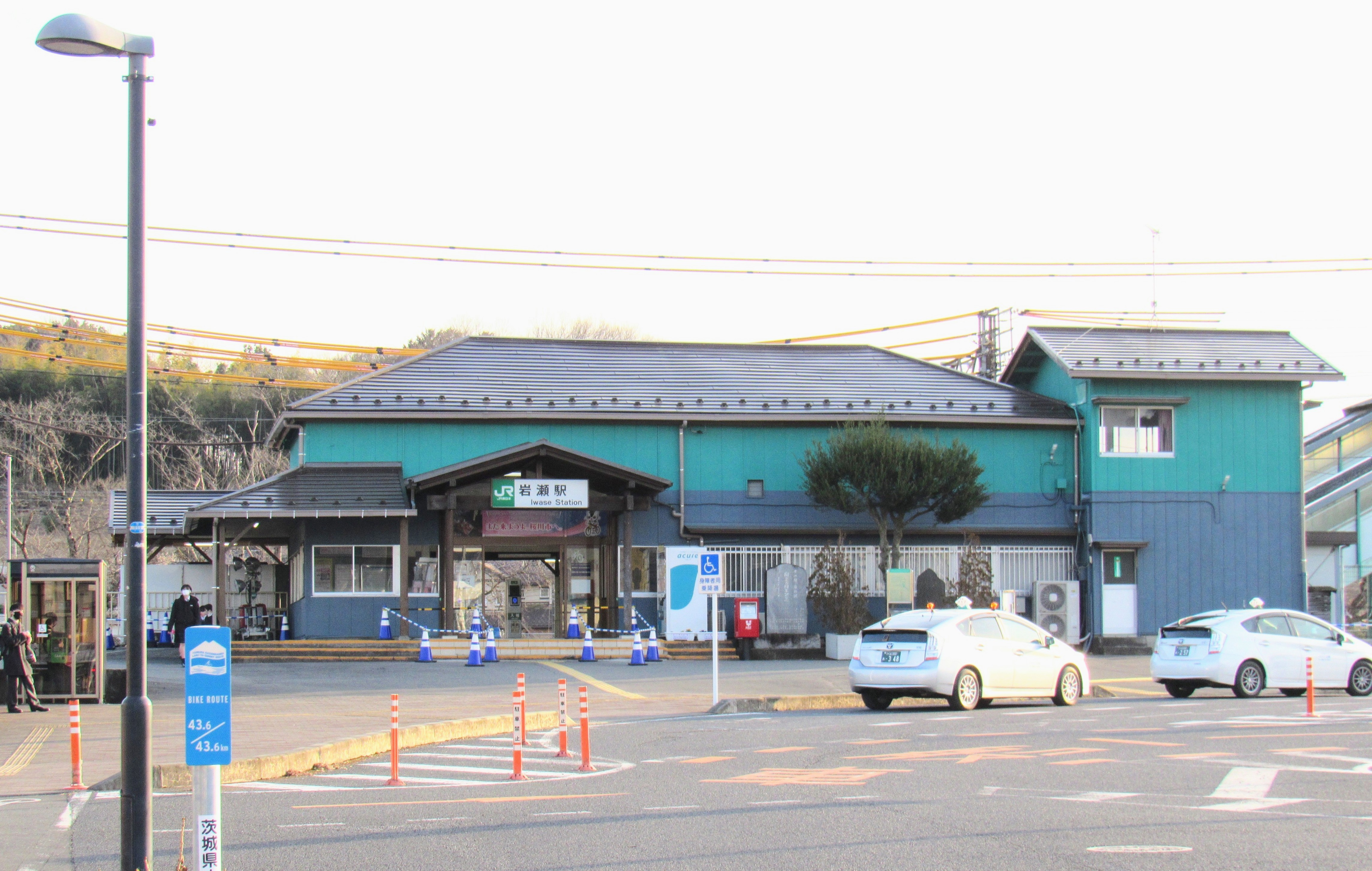
岩瀬駅

市内には中心駅の岩瀬駅を含め3つの鉄道駅がある。
- 東日本旅客鉄道
  - ■ 水戸線
    - 大和駅 - 岩瀬駅 - 羽黒駅

- 筑波鉄道（1987年廃止）
  - 筑波線
    - 酒寄駅〜紫尾駅〜常陸桃山駅〜真壁駅〜樺穂駅〜東飯田駅〜雨引駅〜岩瀬駅

### バス
2011年4月から2016年9月30日まで乗合バス路線を持たなかった。そのため、旧真壁町地域では公共交通機関を利用することができなくなり、予約制のデマンド型乗合タクシーに頼らざるを得なかった。

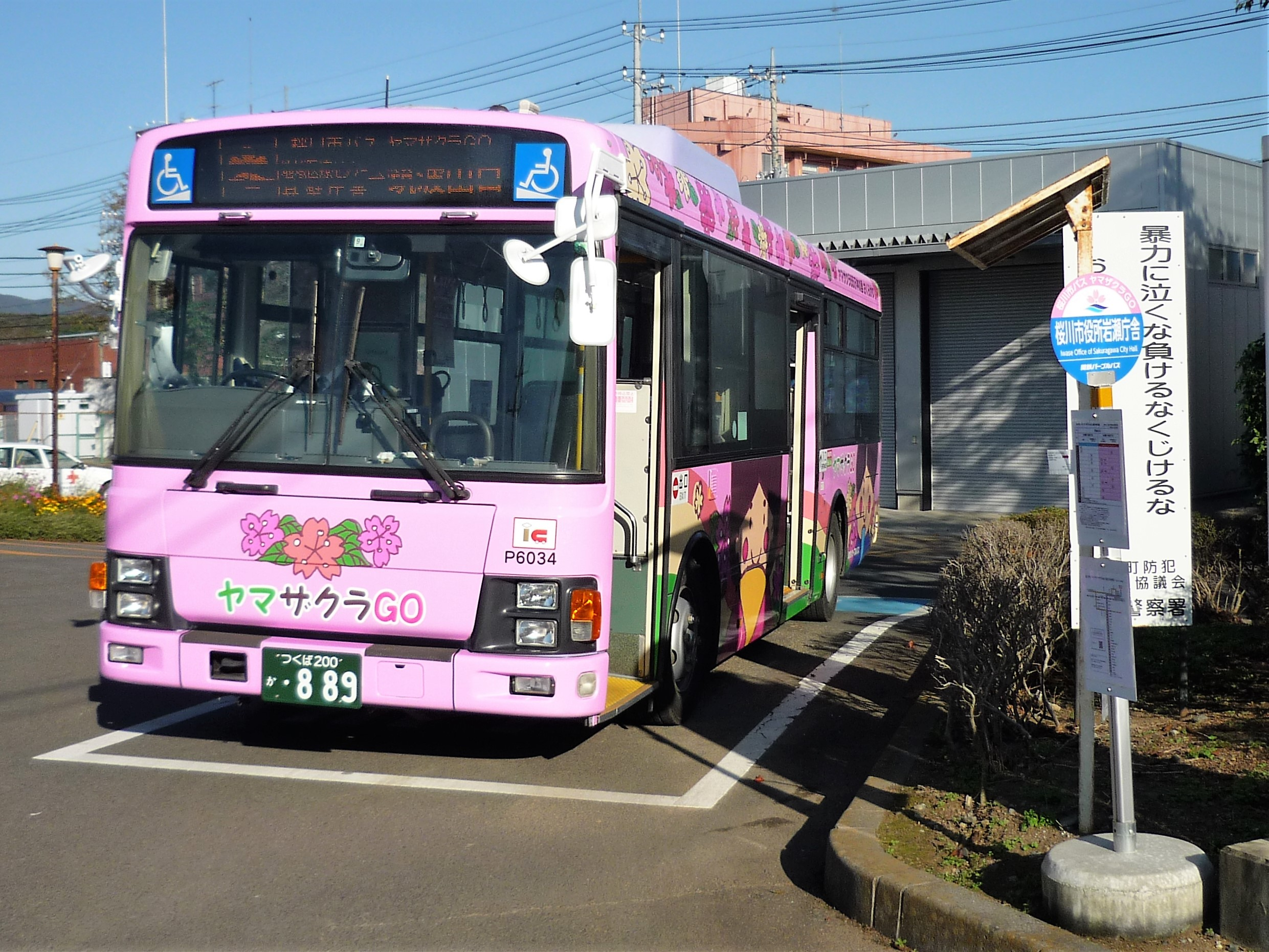
桜川市バス

#### 広域連携バス（桜川市バス）「ヤマザクラGO」

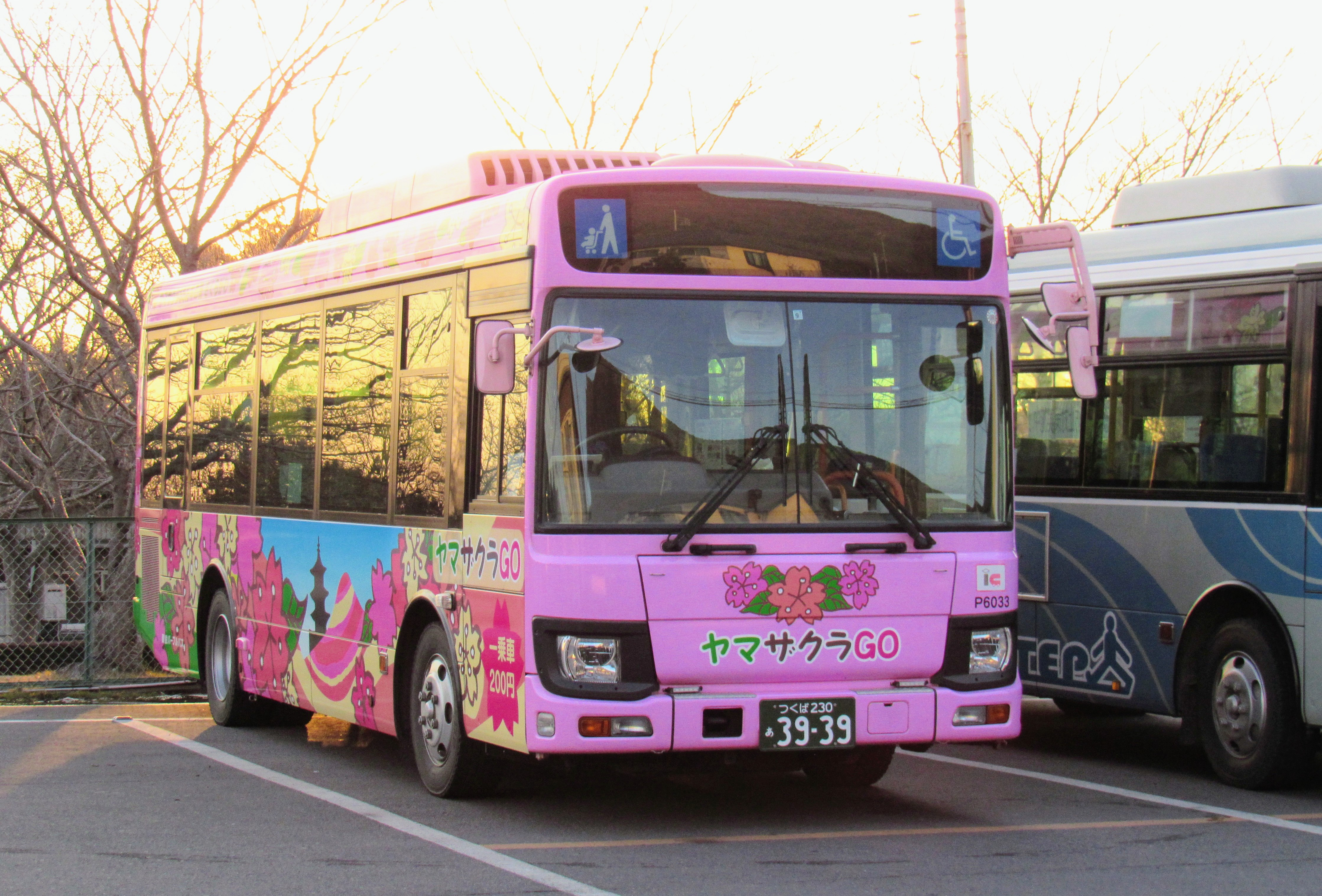

[桜川市・つくば市間広域連携バス]を参照
2017年10月1日より本格運行が開始され桜川市岩瀬庁舎まで延伸され、かつての筑波鉄道筑波線の筑波 - 岩瀬間のルートが2008年4月以来9年半ぶりにバスで結ばれた。

#### （廃止）桜川市内巡回ワゴン「ヤマザクラGOミニ」

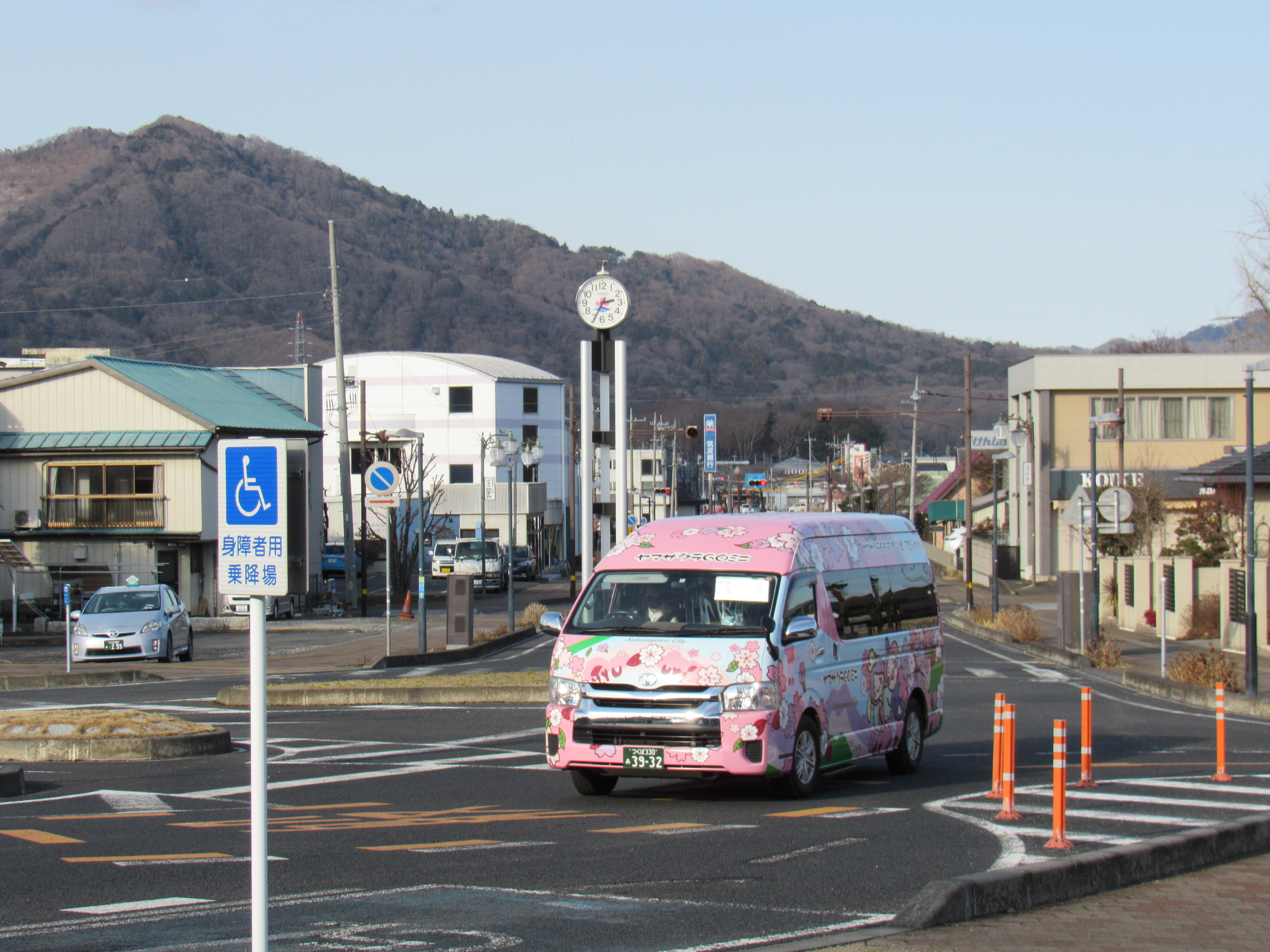

2020年4月より桜川市によって運行が開始されたが、2023年9月に運行を終了。運行は市内の業者である株式会社ワイドツーリストが担当していた。

#### デマンドバス
2010年4月運行開始の予約制のデマンド型乗合タクシー。65歳以上および登録を行った障がい者限定で運行されている。

#### 和の風号
真壁のひな祭り観光客輸送のため、毎年つくば駅から真壁まで直行バスが2往復運行される。

#### 高速バス「桜川・筑西ライナー」
桜川・筑西ライナーを参照

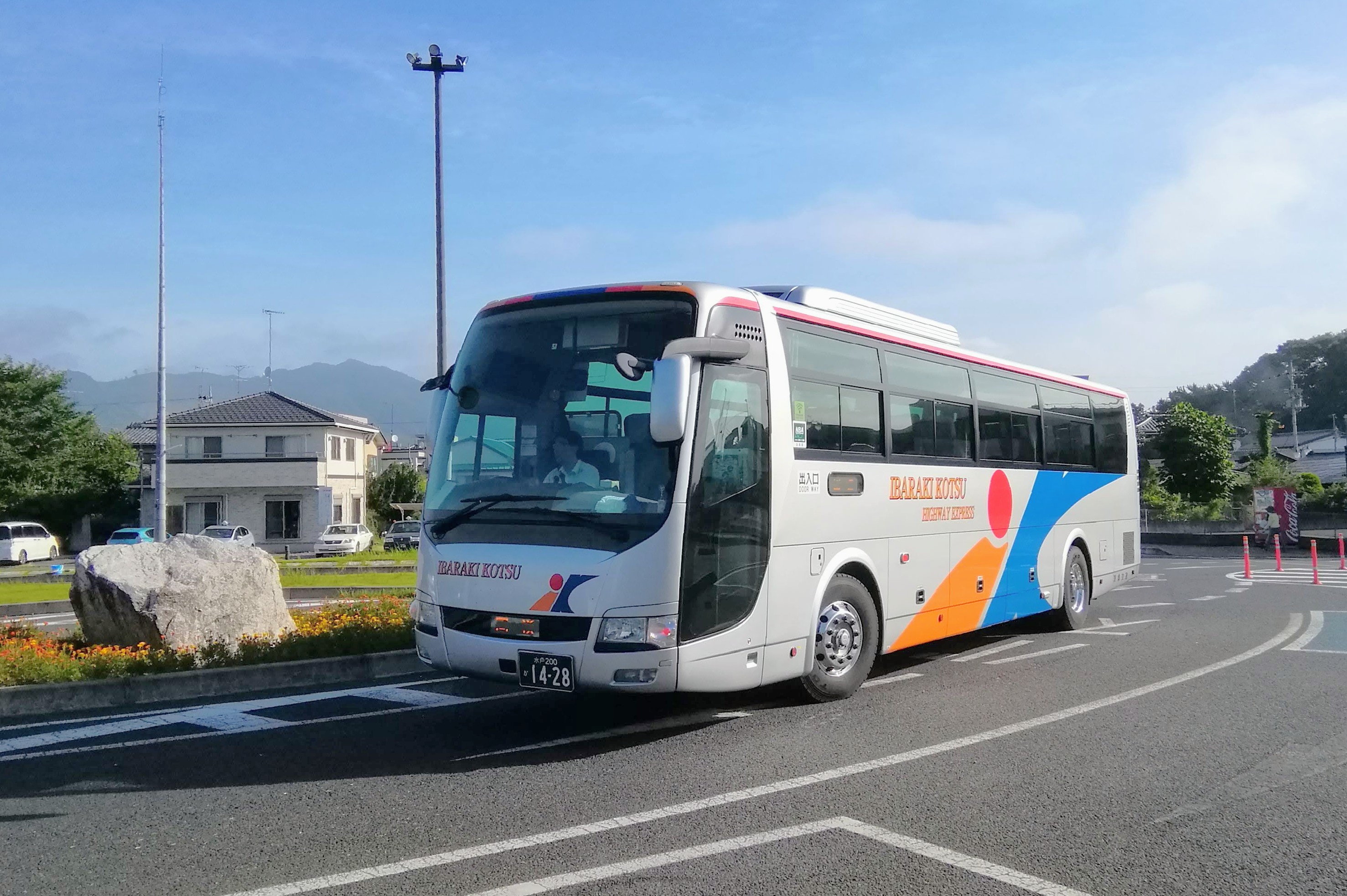
車両

2019年7月23日より茨城交通が1日3往復運行している。2020年8月3日から全便運休中である。

#### 広域連携バス運行以前
2011年3月31日を以って市内路線バスが全廃されて以降、筑西市と共に「路線バスが消えた市」であった。なお、2010年2月から3月にかけて社会実験として地域間連結バスが運行された。

#### 急行バス「わかば号」

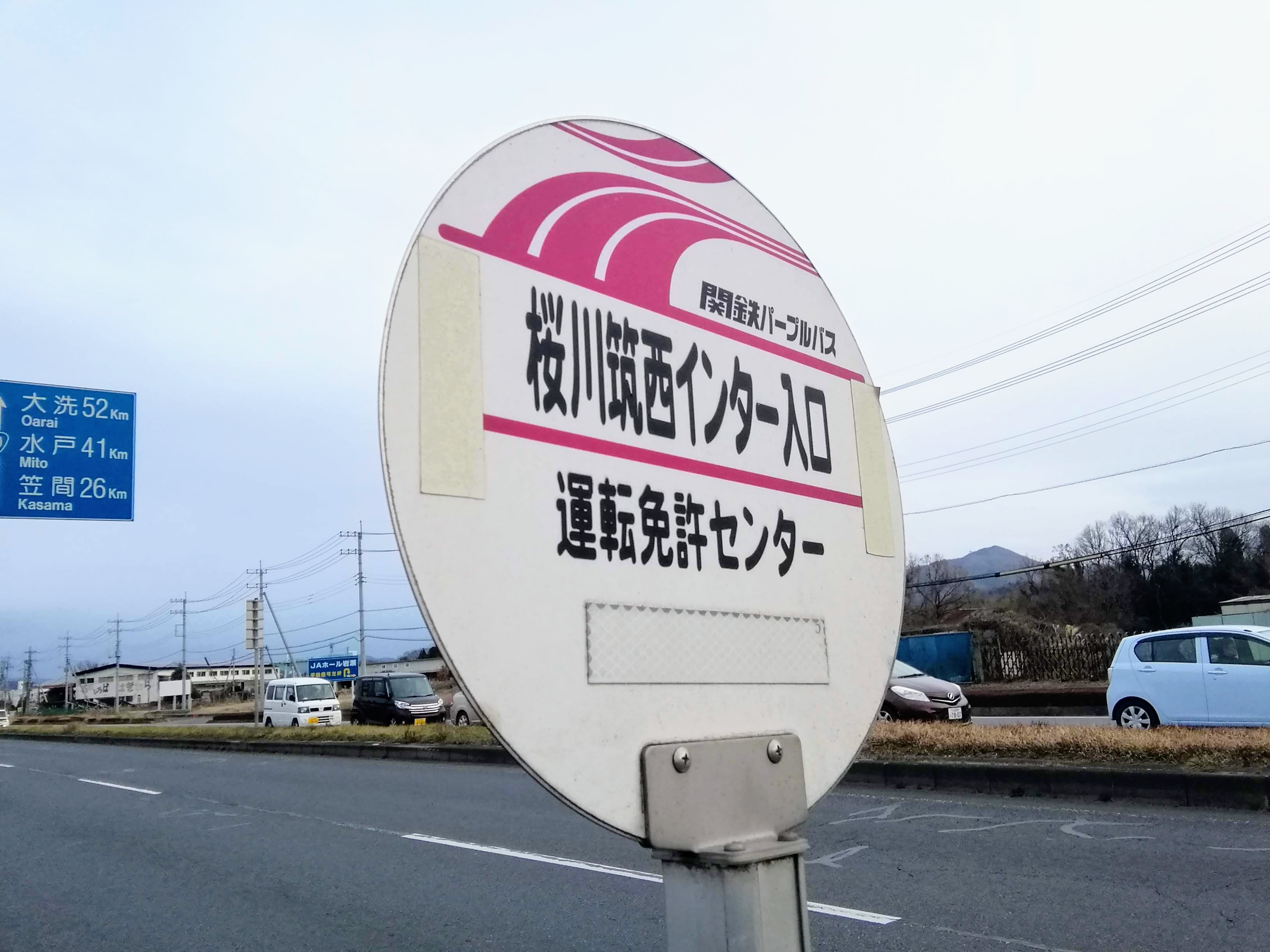
バス停

2014年7月22日から、大学生の春休み・夏休み期間の平日に限り、茨城県運転免許試験場に向かう高速バス「急行わかば号」が桜川市および筑西市を経由する新たなルートで運行を開始。定期運行のバスが久々に運行されることになったが、のちに運休となり、2020年2月1日に廃止された。

### 道路
- 高速道路
  - 北関東自動車道
    - 桜川筑西IC
- 一般国道
  - 国道50号
    - 岩瀬バイパス
    - 東方面 - 笠間・水戸・大洗・鹿嶋
    - 西方面 - 筑西・結城・小山・前橋
- 主要地方道
  - 茨城県道7号石岡筑西線
  - 茨城県道14号筑西つくば線
  - 茨城県道41号つくば益子線
    - 犬田バイパス

  - 茨城県道64号土浦笠間線
- 一般県道
  - 茨城県道119号真岡岩瀬線
  - 茨城県道131号下妻真壁線
  - 茨城県道140号西小塙石岡線
  - 茨城県道148号東山田岩瀬線
  - 茨城県道149号横塚真壁線
  - 茨城県道150号月岡真壁線
  - 茨城県道151号荻島真壁線
  - 茨城県道152号雨引観音線
  - 茨城県道216号岩瀬二宮線
  - 茨城県道218号大塚真壁線
  - 茨城県道257号西小塙真岡線
  - 茨城県道286号深沢岩瀬線
  - 茨城県道289号富谷稲田線
  - 茨城県道307号岩瀬停車場線
  - 茨城県道343号木崎雨引線
- 自転車道
  - 茨城県道501号桜川土浦自転車道線（つくばりんりんロード）
  - 茨城県道505号桜川土浦潮来自転車道線

## 人口
| |                                        |  |
| 桜川市と全国の年齢別人口分布（2005年） | 桜川市の年齢・男女別人口分布（2005年） |  |
| ■紫色 ― 桜川市 ■緑色 ― 日本全国 | ■青色 ― 男性 ■赤色 ― 女性              |  |
| 桜川市（に相当する地域）の人口の推移 \| 1970年（昭和45年） \| 49,169人 \| \| \| 1975年（昭和50年） \| 50,333人 \| \| \| 1980年（昭和55年） \| 51,171人 \| \| \| 1985年（昭和60年） \| 51,766人 \| \| \| 1990年（平成2年） \| 51,880人 \| \| \| 1995年（平成7年） \| 51,972人 \| \| \| 2000年（平成12年） \| 50,334人 \| \| \| 2005年（平成17年） \| 48,400人 \| \| \| 2010年（平成22年） \| 45,673人 \| \| \| 2015年（平成27年） \| 42,632人 \| \| \| 2020年（令和2年） \| 39,122人 \| \| |                                        |  |
| 総務省統計局 国勢調査より |                                        |  |
| 1970年（昭和45年） | 49,169人                               |  |
| 1975年（昭和50年） | 50,333人                               |  |
| 1980年（昭和55年） | 51,171人                               |  |
| 1985年（昭和60年） | 51,766人                               |  |
| 1990年（平成2年） | 51,880人                               |  |
| 1995年（平成7年） | 51,972人                               |  |
| 2000年（平成12年） | 50,334人                               |  |
| 2005年（平成17年） | 48,400人                               |  |
| 2010年（平成22年） | 45,673人                               |  |
| 2015年（平成27年） | 42,632人                               |  |
| 2020年（令和2年） | 39,122人                               |  |

### 各地区の人口
| 旧町村   | 地区名       | 自治会区名                 | 世帯数 | 人口  | 人口  | 人口             | 人口            | 人口          |
| -------- | ------------ | -------------------------- | ------ | ----- | ----- | ---------------- | --------------- | ------------- |
| 旧岩瀬町 | 岩瀬         | 東区一                     | 155    | 359   | 2,519 | 岩瀬地区 9,412   | 岩瀬地区 18,158 | 桜川市 39,595 |
| 旧岩瀬町 | 岩瀬         | 東区二                     | 54     | 100   | 2,519 | 岩瀬地区 9,412   | 岩瀬地区 18,158 | 桜川市 39,595 |
| 旧岩瀬町 | 岩瀬         | 東区三                     | 63     | 151   | 2,519 | 岩瀬地区 9,412   | 岩瀬地区 18,158 | 桜川市 39,595 |
| 旧岩瀬町 | 岩瀬         | 西区                       | 182    | 415   | 2,519 | 岩瀬地区 9,412   | 岩瀬地区 18,158 | 桜川市 39,595 |
| 旧岩瀬町 | 岩瀬         | 元岩瀬                     | 602    | 1,374 | 2,519 | 岩瀬地区 9,412   | 岩瀬地区 18,158 | 桜川市 39,595 |
| 旧岩瀬町 | 岩瀬         | 大岡                       | 43     | 120   | 2,519 | 岩瀬地区 9,412   | 岩瀬地区 18,158 | 桜川市 39,595 |
| 旧岩瀬町 | 御領         | 御領                       | 107    | 237   | 237   | 岩瀬地区 9,412   | 岩瀬地区 18,158 | 桜川市 39,595 |
| 旧岩瀬町 | 明日香       | 明日香                     | 244    | 447   | 447   | 岩瀬地区 9,412   | 岩瀬地区 18,158 | 桜川市 39,595 |
| 旧岩瀬町 | 東桜川       | 東桜川                     | 149    | 327   | 327   | 岩瀬地区 9,412   | 岩瀬地区 18,158 | 桜川市 39,595 |
| 旧岩瀬町 | 西桜川       | 西桜川                     | 79     | 202   | 202   | 岩瀬地区 9,412   | 岩瀬地区 18,158 | 桜川市 39,595 |
| 旧岩瀬町 | 富士見台     | 富士見台                   | 333    | 787   | 787   | 岩瀬地区 9,412   | 岩瀬地区 18,158 | 桜川市 39,595 |
| 旧岩瀬町 | 鍬田         | 新橋                       | 327    | 845   | 909   | 岩瀬地区 9,412   | 岩瀬地区 18,158 | 桜川市 39,595 |
| 旧岩瀬町 | 鍬田         | 鍬田本田1                  | 24     | 64    | 909   | 岩瀬地区 9,412   | 岩瀬地区 18,158 | 桜川市 39,595 |
| 旧岩瀬町 | 犬田         | 常盤町                     | 29     | 62    | 806   | 岩瀬地区 9,412   | 岩瀬地区 18,158 | 桜川市 39,595 |
| 旧岩瀬町 | 犬田         | 犬田                       | 291    | 744   | 806   | 岩瀬地区 9,412   | 岩瀬地区 18,158 | 桜川市 39,595 |
| 旧岩瀬町 | 長方         | 長方南                     | 116    | 324   | 590   | 岩瀬地区 9,412   | 岩瀬地区 18,158 | 桜川市 39,595 |
| 旧岩瀬町 | 長方         | 長方北                     | 106    | 266   | 590   | 岩瀬地区 9,412   | 岩瀬地区 18,158 | 桜川市 39,595 |
| 旧岩瀬町 | 中泉         | 中泉                       | 61     | 176   | 176   | 岩瀬地区 9,412   | 岩瀬地区 18,158 | 桜川市 39,595 |
| 旧岩瀬町 | 上野原地新田 | 上の原                     | 45     | 98    | 232   | 岩瀬地区 9,412   | 岩瀬地区 18,158 | 桜川市 39,595 |
| 旧岩瀬町 | 上野原地新田 | 上の原学園                 | 6      | 129   | 232   | 岩瀬地区 9,412   | 岩瀬地区 18,158 | 桜川市 39,595 |
| 旧岩瀬町 | 上野原地新田 | 上の原病院                 | 5      | 5     | 232   | 岩瀬地区 9,412   | 岩瀬地区 18,158 | 桜川市 39,595 |
| 旧岩瀬町 | 下泉         | 下泉新田                   | 25     | 70    | 206   | 岩瀬地区 9,412   | 岩瀬地区 18,158 | 桜川市 39,595 |
| 旧岩瀬町 | 下泉         | 下泉本田                   | 45     | 136   | 206   | 岩瀬地区 9,412   | 岩瀬地区 18,158 | 桜川市 39,595 |
| 旧岩瀬町 | 本郷         | 本郷                       | 94     | 274   | 274   | 岩瀬地区 9,412   | 岩瀬地区 18,158 | 桜川市 39,595 |
| 旧岩瀬町 | 堤上         | 堤上                       | 45     | 126   | 126   | 岩瀬地区 9,412   | 岩瀬地区 18,158 | 桜川市 39,595 |
| 旧岩瀬町 | 西飯岡       | 西飯岡                     | 143    | 380   | 380   | 岩瀬地区 9,412   | 岩瀬地区 18,158 | 桜川市 39,595 |
| 旧岩瀬町 | 大泉         | 大泉                       | 220    | 557   | 557   | 岩瀬地区 9,412   | 岩瀬地区 18,158 | 桜川市 39,595 |
| 旧岩瀬町 | 飯渕         | 飯渕                       | 42     | 120   | 120   | 岩瀬地区 9,412   | 岩瀬地区 18,158 | 桜川市 39,595 |
| 旧岩瀬町 | 久原         | 久原                       | 111    | 279   | 279   | 岩瀬地区 9,412   | 岩瀬地区 18,158 | 桜川市 39,595 |
| 旧岩瀬町 | 富岡         | 富岡                       | 85     | 228   | 248   | 岩瀬地区 9,412   | 岩瀬地区 18,158 | 桜川市 39,595 |
| 旧岩瀬町 | 富岡         | さつき荘                   | 20     | 20    | 248   | 岩瀬地区 9,412   | 岩瀬地区 18,158 | 桜川市 39,595 |
| 旧岩瀬町 | 富谷         | 富谷                       | 284    | 695   | 695   | 北那珂地区 3,652 | 岩瀬地区 18,158 | 桜川市 39,595 |
| 旧岩瀬町 | 中里         | 中里                       | 32     | 91    | 91    | 北那珂地区 3,652 | 岩瀬地区 18,158 | 桜川市 39,595 |
| 旧岩瀬町 | 入野         | 入野本田                   | 39     | 115   | 180   | 北那珂地区 3,652 | 岩瀬地区 18,158 | 桜川市 39,595 |
| 旧岩瀬町 | 入野         | 入野新田                   | 30     | 65    | 180   | 北那珂地区 3,652 | 岩瀬地区 18,158 | 桜川市 39,595 |
| 旧岩瀬町 | 門毛         | 門毛東                     | 96     | 234   | 509   | 北那珂地区 3,652 | 岩瀬地区 18,158 | 桜川市 39,595 |
| 旧岩瀬町 | 門毛         | 門毛西                     | 95     | 275   | 509   | 北那珂地区 3,652 | 岩瀬地区 18,158 | 桜川市 39,595 |
| 旧岩瀬町 | 南飯田       | 南飯田                     | 199    | 544   | 544   | 北那珂地区 3,652 | 岩瀬地区 18,158 | 桜川市 39,595 |
| 旧岩瀬町 | 間中         | 間中                       | 48     | 123   | 123   | 北那珂地区 3,652 | 岩瀬地区 18,158 | 桜川市 39,595 |
| 旧岩瀬町 | 平沢         | 平沢                       | 83     | 219   | 219   | 北那珂地区 3,652 | 岩瀬地区 18,158 | 桜川市 39,595 |
| 旧岩瀬町 | 池亀         | 池亀                       | 72     | 166   | 166   | 北那珂地区 3,652 | 岩瀬地区 18,158 | 桜川市 39,595 |
| 旧岩瀬町 | 山口         | 山口                       | 86     | 237   | 237   | 北那珂地区 3,652 | 岩瀬地区 18,158 | 桜川市 39,595 |
| 旧岩瀬町 | 坂本         | 坂本                       | 31     | 88    | 88    | 北那珂地区 3,652 | 岩瀬地区 18,158 | 桜川市 39,595 |
| 旧岩瀬町 | 大月         | 大月                       | 62     | 192   | 192   | 北那珂地区 3,652 | 岩瀬地区 18,158 | 桜川市 39,595 |
| 旧岩瀬町 | 小塩         | 小塩                       | 60     | 163   | 163   | 北那珂地区 3,652 | 岩瀬地区 18,158 | 桜川市 39,595 |
| 旧岩瀬町 | 福崎         | 福崎                       | 37     | 108   | 108   | 北那珂地区 3,652 | 岩瀬地区 18,158 | 桜川市 39,595 |
| 旧岩瀬町 | 亀岡         | 亀岡                       | 114    | 317   | 317   | 北那珂地区 3,652 | 岩瀬地区 18,158 | 桜川市 39,595 |
| 旧岩瀬町 | 西小塙       | 西小塙一                   | 131    | 388   | 1,030 | 東那珂地区 5,094 | 岩瀬地区 18,158 | 桜川市 39,595 |
| 旧岩瀬町 | 西小塙       | 西小塙二                   | 37     | 98    | 1,030 | 東那珂地区 5,094 | 岩瀬地区 18,158 | 桜川市 39,595 |
| 旧岩瀬町 | 西小塙       | 西小塙三                   | 211    | 507   | 1,030 | 東那珂地区 5,094 | 岩瀬地区 18,158 | 桜川市 39,595 |
| 旧岩瀬町 | 西小塙       | 西小塙三稲荷前(とうかまえ) | 18     | 37    | 1,030 | 東那珂地区 5,094 | 岩瀬地区 18,158 | 桜川市 39,595 |
| 旧岩瀬町 | 加茂部       | 加茂部一                   | 122    | 326   | 425   | 東那珂地区 5,094 | 岩瀬地区 18,158 | 桜川市 39,595 |
| 旧岩瀬町 | 加茂部       | 加茂部二                   | 34     | 99    | 425   | 東那珂地区 5,094 | 岩瀬地区 18,158 | 桜川市 39,595 |
| 旧岩瀬町 | 高幡         | 高幡                       | 33     | 94    | 94    | 東那珂地区 5,094 | 岩瀬地区 18,158 | 桜川市 39,595 |
| 旧岩瀬町 | 今泉         | 今泉                       | 45     | 103   | 103   | 東那珂地区 5,094 | 岩瀬地区 18,158 | 桜川市 39,595 |
| 旧岩瀬町 | 木植         | 木植                       | 50     | 137   | 137   | 東那珂地区 5,094 | 岩瀬地区 18,158 | 桜川市 39,595 |
| 旧岩瀬町 | 猿田         | 猿田                       | 67     | 164   | 164   | 東那珂地区 5,094 | 岩瀬地区 18,158 | 桜川市 39,595 |
| 旧岩瀬町 | 曽根         | 曽根                       | 82     | 235   | 235   | 東那珂地区 5,094 | 岩瀬地区 18,158 | 桜川市 39,595 |
| 旧岩瀬町 | 松田         | 松田                       | 104    | 262   | 262   | 東那珂地区 5,094 | 岩瀬地区 18,158 | 桜川市 39,595 |
| 旧岩瀬町 | 友部         | 東友部                     | 168    | 442   | 1,604 | 東那珂地区 5,094 | 岩瀬地区 18,158 | 桜川市 39,595 |
| 旧岩瀬町 | 友部         | 羽黒駅前                   | 189    | 426   | 1,604 | 東那珂地区 5,094 | 岩瀬地区 18,158 | 桜川市 39,595 |
| 旧岩瀬町 | 友部         | 西友部                     | 190    | 506   | 1,604 | 東那珂地区 5,094 | 岩瀬地区 18,158 | 桜川市 39,595 |
| 旧岩瀬町 | 友部         | 稲荷橋                     | 87     | 230   | 1,604 | 東那珂地区 5,094 | 岩瀬地区 18,158 | 桜川市 39,595 |
| 旧岩瀬町 | 上城         | 上城                       | 91     | 241   | 405   | 東那珂地区 5,094 | 岩瀬地区 18,158 | 桜川市 39,595 |
| 旧岩瀬町 | 上城         | 谷中                       | 50     | 164   | 405   | 東那珂地区 5,094 | 岩瀬地区 18,158 | 桜川市 39,595 |
| 旧岩瀬町 | 水戸         | 水戸                       | 43     | 82    | 82    | 東那珂地区 5,094 | 岩瀬地区 18,158 | 桜川市 39,595 |
| 旧岩瀬町 | 青柳         | 青柳                       | 79     | 191   | 191   | 東那珂地区 5,094 | 岩瀬地区 18,158 | 桜川市 39,595 |
| 旧岩瀬町 | 磯部         | 磯部                       | 110    | 270   | 270   | 東那珂地区 5,094 | 岩瀬地区 18,158 | 桜川市 39,595 |
| 旧岩瀬町 | 稲           | 稲                         | 61     | 149   | 149   | 東那珂地区 5,094 | 岩瀬地区 18,158 | 桜川市 39,595 |
| 旧大和村 | 本木         | 本木1区                    | 228    | 570   | 1,003 | 雨引地区 2,855   | 大和地区 5,959  | 桜川市 39,595 |
| 旧大和村 | 本木         | 本木2区                    | 164    | 433   | 1,003 | 雨引地区 2,855   | 大和地区 5,959  | 桜川市 39,595 |
| 旧大和村 | 大曽根       | 大曽根                     | 182    | 489   | 489   | 雨引地区 2,855   | 大和地区 5,959  | 桜川市 39,595 |
| 旧大和村 | 東飯田       | 東飯田                     | 128    | 353   | 635   | 雨引地区 2,855   | 大和地区 5,959  | 桜川市 39,595 |
| 旧大和村 | 東飯田       | 西方                       | 94     | 282   | 635   | 雨引地区 2,855   | 大和地区 5,959  | 桜川市 39,595 |
| 旧大和村 | 阿部田       | 阿部田                     | 159    | 449   | 449   | 雨引地区 2,855   | 大和地区 5,959  | 桜川市 39,595 |
| 旧大和村 | 羽田         | 羽田                       | 93     | 279   | 279   | 雨引地区 2,855   | 大和地区 5,959  | 桜川市 39,595 |
| 旧大和村 | 大国玉       | 宮                         | 80     | 236   | 1,090 | 大国地区 3,104   | 大和地区 5,959  | 桜川市 39,595 |
| 旧大和村 | 大国玉       | 木崎                       | 43     | 123   | 1,090 | 大国地区 3,104   | 大和地区 5,959  | 桜川市 39,595 |
| 旧大和村 | 大国玉       | 前原                       | 155    | 341   | 1,090 | 大国地区 3,104   | 大和地区 5,959  | 桜川市 39,595 |
| 旧大和村 | 大国玉       | 中丸木                     | 75     | 192   | 1,090 | 大国地区 3,104   | 大和地区 5,959  | 桜川市 39,595 |
| 旧大和村 | 大国玉       | 福泉                       | 68     | 198   | 1,090 | 大国地区 3,104   | 大和地区 5,959  | 桜川市 39,595 |
| 旧大和村 | 高久         | 中根                       | 117    | 380   | 933   | 大国地区 3,104   | 大和地区 5,959  | 桜川市 39,595 |
| 旧大和村 | 高久         | 高久                       | 37     | 108   | 933   | 大国地区 3,104   | 大和地区 5,959  | 桜川市 39,595 |
| 旧大和村 | 高久         | 鷲宿                       | 179    | 445   | 933   | 大国地区 3,104   | 大和地区 5,959  | 桜川市 39,595 |
| 旧大和村 | 金敷         | 金敷                       | 96     | 256   | 256   | 大国地区 3,104   | 大和地区 5,959  | 桜川市 39,595 |
| 旧大和村 | 高森         | 高森                       | 88     | 252   | 252   | 大国地区 3,104   | 大和地区 5,959  | 桜川市 39,595 |
| 旧大和村 | 青木         | 青木                       | 197    | 573   | 573   | 大国地区 3,104   | 大和地区 5,959  | 桜川市 39,595 |
| 旧真壁町 | 真壁         | 上宿                       | 69     | 158   | 1,070 | 真壁地区 6,877   | 真壁地区 15,478 | 桜川市 39,595 |
| 旧真壁町 | 真壁         | 下宿                       | 58     | 134   | 1,070 | 真壁地区 6,877   | 真壁地区 15,478 | 桜川市 39,595 |
| 旧真壁町 | 真壁         | 川原町                     | 63     | 165   | 1,070 | 真壁地区 6,877   | 真壁地区 15,478 | 桜川市 39,595 |
| 旧真壁町 | 真壁         | 高上町                     | 81     | 167   | 1,070 | 真壁地区 6,877   | 真壁地区 15,478 | 桜川市 39,595 |
| 旧真壁町 | 真壁         | 仲町                       | 88     | 189   | 1,070 | 真壁地区 6,877   | 真壁地区 15,478 | 桜川市 39,595 |
| 旧真壁町 | 真壁         | 新宿                       | 102    | 218   | 1,070 | 真壁地区 6,877   | 真壁地区 15,478 | 桜川市 39,595 |
| 旧真壁町 | 真壁         | 大和町                     | 17     | 39    | 1,070 | 真壁地区 6,877   | 真壁地区 15,478 | 桜川市 39,595 |
| 旧真壁町 | 古城         | 古城                       | 287    | 714   | 714   | 真壁地区 6,877   | 真壁地区 15,478 | 桜川市 39,595 |
| 旧真壁町 | 山尾         | 山尾入                     | 37     | 115   | 407   | 真壁地区 6,877   | 真壁地区 15,478 | 桜川市 39,595 |
| 旧真壁町 | 山尾         | 山尾中                     | 42     | 116   | 407   | 真壁地区 6,877   | 真壁地区 15,478 | 桜川市 39,595 |
| 旧真壁町 | 山尾         | 山尾上                     | 66     | 176   | 407   | 真壁地区 6,877   | 真壁地区 15,478 | 桜川市 39,595 |
| 旧真壁町 | 田           | 鍋屋                       | 354    | 924   | 1,329 | 真壁地区 6,877   | 真壁地区 15,478 | 桜川市 39,595 |
| 旧真壁町 | 田           | 金井                       | 99     | 268   | 1,329 | 真壁地区 6,877   | 真壁地区 15,478 | 桜川市 39,595 |
| 旧真壁町 | 田           | 山口                       | 68     | 136   | 1,329 | 真壁地区 6,877   | 真壁地区 15,478 | 桜川市 39,595 |
| 旧真壁町 | 田           | 雇用促進                   | 1      | 1     | 1,329 | 真壁地区 6,877   | 真壁地区 15,478 | 桜川市 39,595 |
| 旧真壁町 | 伊佐々       | 伊佐々                     | 106    | 274   | 274   | 真壁地区 6,877   | 真壁地区 15,478 | 桜川市 39,595 |
| 旧真壁町 | 飯塚         | 飯塚北                     | 206    | 497   | 779   | 真壁地区 6,877   | 真壁地区 15,478 | 桜川市 39,595 |
| 旧真壁町 | 飯塚         | 飯塚南                     | 127    | 282   | 779   | 真壁地区 6,877   | 真壁地区 15,478 | 桜川市 39,595 |
| 旧真壁町 | 塙世         | 塙世                       | 216    | 613   | 613   | 真壁地区 6,877   | 真壁地区 15,478 | 桜川市 39,595 |
| 旧真壁町 | 亀熊         | 亀熊                       | 482    | 1,045 | 1,045 | 真壁地区 6,877   | 真壁地区 15,478 | 桜川市 39,595 |
| 旧真壁町 | 源法寺       | 源法寺                     | 134    | 383   | 646   | 真壁地区 6,877   | 真壁地区 15,478 | 桜川市 39,595 |
| 旧真壁町 | 源法寺       | 須津賀                     | 99     | 263   | 646   | 真壁地区 6,877   | 真壁地区 15,478 | 桜川市 39,595 |
| 旧真壁町 | 羽鳥         | 羽鳥                       | 189    | 535   | 535   | 紫尾地区 3,092   | 真壁地区 15,478 | 桜川市 39,595 |
| 旧真壁町 | 東山田       | 東山田                     | 212    | 561   | 561   | 紫尾地区 3,092   | 真壁地区 15,478 | 桜川市 39,595 |
| 旧真壁町 | 椎尾         | 北椎尾                     | 181    | 487   | 1,361 | 紫尾地区 3,092   | 真壁地区 15,478 | 桜川市 39,595 |
| 旧真壁町 | 椎尾         | 南椎尾                     | 152    | 457   | 1,361 | 紫尾地区 3,092   | 真壁地区 15,478 | 桜川市 39,595 |
| 旧真壁町 | 椎尾         | 県営                       | 39     | 96    | 1,361 | 紫尾地区 3,092   | 真壁地区 15,478 | 桜川市 39,595 |
| 旧真壁町 | 椎尾         | 紫団                       | 109    | 321   | 1,361 | 紫尾地区 3,092   | 真壁地区 15,478 | 桜川市 39,595 |
| 旧真壁町 | 酒寄         | 酒寄                       | 225    | 635   | 635   | 紫尾地区 3,092   | 真壁地区 15,478 | 桜川市 39,595 |
| 旧真壁町 | 細芝         | 細芝                       | 63     | 157   | 157   | 谷貝地区 2,063   | 真壁地区 15,478 | 桜川市 39,595 |
| 旧真壁町 | 下谷貝       | 下                         | 113    | 291   | 971   | 谷貝地区 2,063   | 真壁地区 15,478 | 桜川市 39,595 |
| 旧真壁町 | 下谷貝       | 中                         | 89     | 239   | 971   | 谷貝地区 2,063   | 真壁地区 15,478 | 桜川市 39,595 |
| 旧真壁町 | 下谷貝       | 上                         | 190    | 441   | 971   | 谷貝地区 2,063   | 真壁地区 15,478 | 桜川市 39,595 |
| 旧真壁町 | 上谷貝       | 南                         | 103    | 259   | 455   | 谷貝地区 2,063   | 真壁地区 15,478 | 桜川市 39,595 |
| 旧真壁町 | 上谷貝       | 北                         | 65     | 196   | 455   | 谷貝地区 2,063   | 真壁地区 15,478 | 桜川市 39,595 |
| 旧真壁町 | 東矢貝       | 東矢貝                     | 150    | 404   | 404   | 谷貝地区 2,063   | 真壁地区 15,478 | 桜川市 39,595 |
| 旧真壁町 | 大塚新田     | 大塚新田                   | 26     | 76    | 76    | 谷貝地区 2,063   | 真壁地区 15,478 | 桜川市 39,595 |
| 旧真壁町 | 桜井         | 桜井                       | 365    | 931   | 931   | 樺穂地区 3,446   | 真壁地区 15,478 | 桜川市 39,595 |
| 旧真壁町 | 白井         | 白井                       | 244    | 643   | 643   | 樺穂地区 3,446   | 真壁地区 15,478 | 桜川市 39,595 |
| 旧真壁町 | 長岡         | 長岡                       | 315    | 837   | 837   | 樺穂地区 3,446   | 真壁地区 15,478 | 桜川市 39,595 |
| 旧真壁町 | 上小幡       | 上小幡                     | 119    | 301   | 301   | 樺穂地区 3,446   | 真壁地区 15,478 | 桜川市 39,595 |
| 旧真壁町 | 下小幡       | 下小幡                     | 196    | 490   | 490   | 樺穂地区 3,446   | 真壁地区 15,478 | 桜川市 39,595 |
| 旧真壁町 | 原方         | 原方                       | 89     | 244   | 244   | 樺穂地区 3,446   | 真壁地区 15,478 | 桜川市 39,595 |

## 隣接している自治体
- 茨城県
  - 笠間市、石岡市、つくば市、筑西市
- 栃木県
  - 真岡市
  - 芳賀郡益子町、茂木町

## 歴史

### 沿革

#### 桜川市発足前
- 1889年（明治22年）1月16日：水戸鉄道（現在の水戸線）が開業。
- 1953年（昭和28年）5月18日：国道122号（現在の国道50号）が制定。
- 1987年（昭和62年）4月1日：筑波鉄道筑波線が廃止。
- その他は岩瀬町#歴史、大和村 (茨城県真壁郡)#歴史、真壁町#歴史を参照

#### 合併協議
- 2001年（平成13年）
  - 5月10日：岩瀬町・真壁町・大和村・協和町町村合併推進協議会を設置[13]。真壁町は議会のみの参加で真壁町長は参加を見送り、真壁町，大和村，関城町，明野町，協和町の真壁郡5町村での合併を検討。
  - 5月14日：真壁町、明野町、関城町で真壁郡三町合併事務研究会を設置[14]。
- 2002年（平成14年）
  - 6月19日：岩瀬町・真壁町・大和村・協和町町村合併推進協議会が解散。
  - 6月29日：下館市，結城市，真壁郡真壁町，協和町，関城町，明野町，大和村，西茨城郡岩瀬町の8市町村で筑西広域8市町村合併研究会を設置[14]
  - 9月5日：大和村が岩瀬町を含む合併を検討へ
- 2003年（平成15年）
  - 2月5日：岩瀬町，真壁町，大和村は3町村での合併を検討
  - 3月11日：協和町は下館市，関城町，明野町との合併を検討
  - 4月7日：任意協議会岩瀬町・真壁町・大和村合併懇談会を設置
  - 4月22日：協和町が参加を希望した場合には、協和町を加えた4町村での合併を検討へ
  - 7月1日：法定協議会岩瀬町・真壁町・大和村合併協議会を設置
  - 7月11日：協和町の合併に関する住民アンケートの結果 「下館市・関城町・明野町との合併(52.6%)」が「岩瀬町・真壁町・大和村との合併(37.8%)」、「合併反対 (9.6%)」を上回り、協和町は現筑西市へ。
  - 12月15日：中学生以上の住民を対象に新市名の募集を開始
- 2004年（平成16年）
  - 1月20日：新市名の募集を終了（応募1位「桜川市」、2位「みかげ市」、3位「さくら川市」、4位「桜市」、5位「北つくば市」）。その後、新市名称選定小委員により「桜川市」、「さくら野市」、「白壁市」、「つくし野市」、「ひたち野市」の5つに絞られる。
  - 3月2日：協議会にて新市名を「桜川市」に決定。
- 2005年（平成17年）
  - 1月18日：合併協定調印式
  - 6月30日︰第21回合併協議会にて市章を決定

#### 桜川市発足後
- 2005年（平成17年）10月1日：西茨城郡岩瀬町、真壁郡真壁町・大和村が合併して、桜川市（さくらがわし）が誕生（新設合併）。これにより真壁郡が消滅。
- 2006年（平成18年）
  - 4月1日：岩瀬町、真壁町、大和村の各社会福祉協議会が合併し、桜川市社会福祉協議会が発足。
  - 8月1日：JA岩瀬町がJA北つくばと合併
- 2007年（平成19年）
  - 市の花「ヤマユリ」、市の木「サクラ」、市の鳥「ウグイス」を決定
  - 9月30日：岩瀬地区福祉巡回バスを廃止
- 2008年（平成20年）4月12日：北関東自動車道桜川筑西ICが供用開始。
- 2009年（平成21年）
  - 4月1日：旧3町村の商工会が合併し桜川市商工会が発足。
  - 7月25日：岩瀬駅前通り拡幅工事・駅前ロータリー整備工事が完成[15]
  - 都市整備構想を発表[16]し桜川筑西IC周辺地区開発整備事業が開始する。
- 2010年（平成22年）
  - 4月1日：デマンドバス運行開始
  - 6月29日：真壁の町並みが重要伝統的建造物群保存地区に選定
- 2011年（平成23年）
  - 3月31日：大和地区の福祉センター「あまびき」が閉館
  - 4月1日︰関東鉄道バス関東鉄道つくば北営業所.筑波山口-真壁駅線が廃止。桜川市からバス路線が消滅。
  - 9月1日︰真壁伝承館が開館。
- 2012年（平成24年）12月20日：岩瀬、泉川、大和、真壁町の各土地改良区が合併し桜川市土地改良区が発足。
- 2013年（平成25年）9月2日：桜川市学校給食センターの稼働を開始
- 2016年（平成28年）
  - 4月1日 坂戸幼稚園が廃止。
  - 9月14日 ブルガリア共和国シリストラ市と友好交流都市協定を締結[17]
  - 10月1日 桜川市バス「ヤマザクラGO」の運行を開始。桜川市にバス路線が復活する。
- 2018年
  - 4月1日：真壁小学校、紫尾小学校を廃し桃山中学校へ統合。桃山学園が開校する。
  - 5月23日︰フィリピンバコール市と友好交流都市協定を締結[18]
  - 10月1日：病院再編で岩瀬地区の県西総合病院、山王病院が閉鎖。大和地区にさくらがわ地域医療センターが開院
- 2020年（令和2年）：ヤマザクラGOミニの運行を開始
- 2021年（令和3年）
  - 4月1日：農村環境改善センター（岩瀬東部地区）を無人化
  - 11月1日：岩瀬中央公民館、桜川市公民館樺穂分館、紫尾分館、谷貝分館を廃止
  - 公式マスコットキャラクター「さくりん」を作成
- 2022年（令和4年）4月1日：過疎地域に指定される。県西地域での指定は初となる。
- 2023年（令和5年）9月30日：ヤマザクラGOミニの運行を終了

### 行政区域変遷
- 変遷の年表

| 桜川市市域の変遷（年表） | 桜川市市域の変遷（年表） | 桜川市市域の変遷（年表） |
| 年                       | 月日                     | 現桜川市市域に関連する行政区域変遷 |
| ------------------------ | ------------------------ | --- |
| 1889年（明治22年）       | 4月1日                   | 町村制施行により、以下の町村が発足。 - 旧岩瀬町 - 西茨城郡 - 西那珂村 ← 岩瀬村・富岡村・鍬田村・飯渕村・久原村・長方村・大泉村・堤上村・上野原地新田・西飯岡村・ 堤上村・本郷村・下泉村・中泉村・犬田村 - 北那珂村 ← 亀岡村・大月村・小塩村・平沢村・池亀村・坂本村・間中村・福崎村・山口村・入野村・ 中里村・富谷村・南飯岡村・門毛村 - 東那珂村 ← 加茂部村・高幡村・猿田村・松田村・木植村・曽根村・今泉村・水戸村・青柳村・西小塙村・ 友部村・磯部村・上城村・稲村 - 旧大和村 - 真壁郡 - 雨引村 ← 東飯田村・本木村・阿部田村・大曾根村・羽田村 - 大国村 ← 青木村・高森村・大国玉村・高久村・金敷村 - 旧真壁町 - 真壁郡 - 真壁町 ← 真壁町・山尾村・古城村・飯塚村・田村・伊佐々村・亀熊村・塙世村 - 樺穂村 ← 原方村・長岡村・白井村・桜井村 ・上小幡村・下小幡村 - 谷貝村 ← 細柴村・東矢貝村・上谷貝村・下谷貝村・大塚新田 - 紫尾村 ← 羽鳥村・椎尾村・東山田村・酒寄村 - 長讃村 ← 猫島村・上西郷谷村・源法寺村・宮後村・宮山村・押尾村 |
| 1925年（大正14年）       | 1月1日                   | 西那珂村が町制施行改称し岩瀬町となる。 |
| 1954年（昭和29年）       | 1月22日                  | 雨引村・大国村が合併し大和村が発足。 |
| 1954年（昭和29年）       | 11月2日                  | 真壁町は長讃村の一部（源法寺）を編入。 |
| 1954年（昭和29年）       | 12月1日                  | 真壁町・紫尾村・谷貝村・樺穂村が合併し、真壁町が発足。 |
| 1955年（昭和30年）       | 3月31日                  | 岩瀬町・北那珂村・東那珂村が合併し岩瀬町が発足。 |
| 1957年（昭和32年）       |                          | 岩瀬町の一部（中泉の一部）は大和村に編入。 |
| 1980年（昭和55年）       |                          | - 協和町の一部（蓬田の一部）は岩瀬町に編入。 - 岩瀬町の一部（本郷の一部）は協和町に編入。 |
| 2005年（平成17年）       | 10月1日                  | 岩瀬町・大和村・真壁町が合併し桜川市が発足。 |

- 変遷表

| 桜川市市域の変遷表（※細かな境界の変遷は省略） | 桜川市市域の変遷表（※細かな境界の変遷は省略） | 桜川市市域の変遷表（※細かな境界の変遷は省略） | 桜川市市域の変遷表（※細かな境界の変遷は省略） | 桜川市市域の変遷表（※細かな境界の変遷は省略） | 桜川市市域の変遷表（※細かな境界の変遷は省略） | 桜川市市域の変遷表（※細かな境界の変遷は省略） | 桜川市市域の変遷表（※細かな境界の変遷は省略） | 桜川市市域の変遷表（※細かな境界の変遷は省略） | 桜川市市域の変遷表（※細かな境界の変遷は省略） |
| 1868年 以前                                   | 1868年 以前                                   | 1868年 以前                                   | 明治元年 - 明治22年                           | 明治22年 4月1日                               | 明治22年 - 昭和19年                           | 昭和20年 - 昭和64年                           | 昭和20年 - 昭和64年                           | 平成元年 - 現在                               | 現在                                          |
| --------------------------------------------- | --------------------------------------------- | --------------------------------------------- | --------------------------------------------- | --------------------------------------------- | --------------------------------------------- | --------------------------------------------- | --------------------------------------------- | --------------------------------------------- | --------------------------------------------- |
| 西那珂郡→茨城郡 （西茨城郡）                  |                                               | 西新田村                                      | 明治11年 岩瀬村                               | 西那珂村                                      | 大正14年1月1日 岩瀬町に町制改称               | 昭和30年3月31日 岩瀬町                        | 昭和30年3月31日 岩瀬町                        | 平成17年10月1日 桜川市                        | 桜川市                                        |
| 西那珂郡→茨城郡 （西茨城郡）                  | 本新田村                                      |                                               | 明治11年 岩瀬村                               | 西那珂村                                      | 大正14年1月1日 岩瀬町に町制改称               | 昭和30年3月31日 岩瀬町                        | 昭和30年3月31日 岩瀬町                        | 平成17年10月1日 桜川市                        | 桜川市                                        |
| 西那珂郡→茨城郡 （西茨城郡）                  | 岩瀬村                                        |                                               | 明治11年 岩瀬村                               | 西那珂村                                      | 大正14年1月1日 岩瀬町に町制改称               | 昭和30年3月31日 岩瀬町                        | 昭和30年3月31日 岩瀬町                        | 平成17年10月1日 桜川市                        | 桜川市                                        |
| 西那珂郡→茨城郡 （西茨城郡）                  | 大岡村                                        |                                               | 明治11年 岩瀬村                               | 西那珂村                                      | 大正14年1月1日 岩瀬町に町制改称               | 昭和30年3月31日 岩瀬町                        | 昭和30年3月31日 岩瀬町                        | 平成17年10月1日 桜川市                        | 桜川市                                        |
| 西那珂郡→茨城郡 （西茨城郡）                  | 富田村                                        |                                               |                                               | 西那珂村                                      | 大正14年1月1日 岩瀬町に町制改称               | 昭和30年3月31日 岩瀬町                        | 昭和30年3月31日 岩瀬町                        | 平成17年10月1日 桜川市                        | 桜川市                                        |
| 西那珂郡→茨城郡 （西茨城郡）                  | 鍬田村                                        |                                               |                                               | 西那珂村                                      | 大正14年1月1日 岩瀬町に町制改称               | 昭和30年3月31日 岩瀬町                        | 昭和30年3月31日 岩瀬町                        | 平成17年10月1日 桜川市                        | 桜川市                                        |
| 西那珂郡→茨城郡 （西茨城郡）                  | 飯渕村                                        |                                               |                                               | 西那珂村                                      | 大正14年1月1日 岩瀬町に町制改称               | 昭和30年3月31日 岩瀬町                        | 昭和30年3月31日 岩瀬町                        | 平成17年10月1日 桜川市                        | 桜川市                                        |
| 西那珂郡→茨城郡 （西茨城郡）                  | 久原村                                        |                                               |                                               | 西那珂村                                      | 大正14年1月1日 岩瀬町に町制改称               | 昭和30年3月31日 岩瀬町                        | 昭和30年3月31日 岩瀬町                        | 平成17年10月1日 桜川市                        | 桜川市                                        |
| 西那珂郡→茨城郡 （西茨城郡）                  | 大泉村                                        |                                               |                                               | 西那珂村                                      | 大正14年1月1日 岩瀬町に町制改称               | 昭和30年3月31日 岩瀬町                        | 昭和30年3月31日 岩瀬町                        | 平成17年10月1日 桜川市                        | 桜川市                                        |
| 西那珂郡→茨城郡 （西茨城郡）                  |                                               | 西小幡村                                      | 明治11年 長方村                               | 西那珂村                                      | 大正14年1月1日 岩瀬町に町制改称               | 昭和30年3月31日 岩瀬町                        | 昭和30年3月31日 岩瀬町                        | 平成17年10月1日 桜川市                        | 桜川市                                        |
| 西那珂郡→茨城郡 （西茨城郡）                  | 西小幡村新田                                  |                                               | 明治11年 長方村                               | 西那珂村                                      | 大正14年1月1日 岩瀬町に町制改称               | 昭和30年3月31日 岩瀬町                        | 昭和30年3月31日 岩瀬町                        | 平成17年10月1日 桜川市                        | 桜川市                                        |
| 西那珂郡→茨城郡 （西茨城郡）                  | 上野新田                                      |                                               | 明治11年 長方村                               | 西那珂村                                      | 大正14年1月1日 岩瀬町に町制改称               | 昭和30年3月31日 岩瀬町                        | 昭和30年3月31日 岩瀬町                        | 平成17年10月1日 桜川市                        | 桜川市                                        |
| 西那珂郡→茨城郡 （西茨城郡）                  | 上野原地新田                                  |                                               |                                               | 西那珂村                                      | 大正14年1月1日 岩瀬町に町制改称               | 昭和30年3月31日 岩瀬町                        | 昭和30年3月31日 岩瀬町                        | 平成17年10月1日 桜川市                        | 桜川市                                        |
| 西那珂郡→茨城郡 （西茨城郡）                  |                                               | 飯岡村                                        | 明治元年 西飯岡村                             | 西那珂村                                      | 大正14年1月1日 岩瀬町に町制改称               | 昭和30年3月31日 岩瀬町                        | 昭和30年3月31日 岩瀬町                        | 平成17年10月1日 桜川市                        | 桜川市                                        |
| 西那珂郡→茨城郡 （西茨城郡）                  | 堤上村                                        |                                               |                                               | 西那珂村                                      | 大正14年1月1日 岩瀬町に町制改称               | 昭和30年3月31日 岩瀬町                        | 昭和30年3月31日 岩瀬町                        | 平成17年10月1日 桜川市                        | 桜川市                                        |
| 西那珂郡→茨城郡 （西茨城郡）                  | 本郷村                                        |                                               |                                               | 西那珂村                                      | 大正14年1月1日 岩瀬町に町制改称               | 昭和30年3月31日 岩瀬町                        | 昭和30年3月31日 岩瀬町                        | 平成17年10月1日 桜川市                        | 桜川市                                        |
| 西那珂郡→茨城郡 （西茨城郡）                  | 下泉村                                        |                                               |                                               | 西那珂村                                      | 大正14年1月1日 岩瀬町に町制改称               | 昭和30年3月31日 岩瀬町                        | 昭和30年3月31日 岩瀬町                        | 平成17年10月1日 桜川市                        | 桜川市                                        |
| 西那珂郡→茨城郡 （西茨城郡）                  | 中泉村                                        |                                               |                                               | 西那珂村                                      | 大正14年1月1日 岩瀬町に町制改称               | 昭和30年3月31日 岩瀬町                        | 昭和30年3月31日 岩瀬町                        | 平成17年10月1日 桜川市                        | 桜川市                                        |
| 西那珂郡→茨城郡 （西茨城郡）                  | 犬田村                                        |                                               |                                               | 西那珂村                                      | 大正14年1月1日 岩瀬町に町制改称               | 昭和30年3月31日 岩瀬町                        | 昭和30年3月31日 岩瀬町                        | 平成17年10月1日 桜川市                        | 桜川市                                        |
| 西那珂郡→茨城郡 （西茨城郡）                  |                                               | 亀岡村                                        | 亀岡村                                        | 北那珂村                                      | 北那珂村                                      | 昭和30年3月31日 岩瀬町                        | 昭和30年3月31日 岩瀬町                        | 平成17年10月1日 桜川市                        | 桜川市                                        |
| 西那珂郡→茨城郡 （西茨城郡）                  | 大月村                                        |                                               |                                               | 北那珂村                                      | 北那珂村                                      | 昭和30年3月31日 岩瀬町                        | 昭和30年3月31日 岩瀬町                        | 平成17年10月1日 桜川市                        | 桜川市                                        |
| 西那珂郡→茨城郡 （西茨城郡）                  | 小塩村                                        |                                               |                                               | 北那珂村                                      | 北那珂村                                      | 昭和30年3月31日 岩瀬町                        | 昭和30年3月31日 岩瀬町                        | 平成17年10月1日 桜川市                        | 桜川市                                        |
| 西那珂郡→茨城郡 （西茨城郡）                  | 平沢村                                        |                                               |                                               | 北那珂村                                      | 北那珂村                                      | 昭和30年3月31日 岩瀬町                        | 昭和30年3月31日 岩瀬町                        | 平成17年10月1日 桜川市                        | 桜川市                                        |
| 西那珂郡→茨城郡 （西茨城郡）                  | 池亀村                                        |                                               |                                               | 北那珂村                                      | 北那珂村                                      | 昭和30年3月31日 岩瀬町                        | 昭和30年3月31日 岩瀬町                        | 平成17年10月1日 桜川市                        | 桜川市                                        |
| 西那珂郡→茨城郡 （西茨城郡）                  | 坂本村                                        |                                               |                                               | 北那珂村                                      | 北那珂村                                      | 昭和30年3月31日 岩瀬町                        | 昭和30年3月31日 岩瀬町                        | 平成17年10月1日 桜川市                        | 桜川市                                        |
| 西那珂郡→茨城郡 （西茨城郡）                  | 間中村                                        |                                               |                                               | 北那珂村                                      | 北那珂村                                      | 昭和30年3月31日 岩瀬町                        | 昭和30年3月31日 岩瀬町                        | 平成17年10月1日 桜川市                        | 桜川市                                        |
| 西那珂郡→茨城郡 （西茨城郡）                  | 福崎村                                        |                                               |                                               | 北那珂村                                      | 北那珂村                                      | 昭和30年3月31日 岩瀬町                        | 昭和30年3月31日 岩瀬町                        | 平成17年10月1日 桜川市                        | 桜川市                                        |
| 西那珂郡→茨城郡 （西茨城郡）                  | 山口村                                        |                                               |                                               | 北那珂村                                      | 北那珂村                                      | 昭和30年3月31日 岩瀬町                        | 昭和30年3月31日 岩瀬町                        | 平成17年10月1日 桜川市                        | 桜川市                                        |
| 西那珂郡→茨城郡 （西茨城郡）                  | 入野村                                        |                                               |                                               | 北那珂村                                      | 北那珂村                                      | 昭和30年3月31日 岩瀬町                        | 昭和30年3月31日 岩瀬町                        | 平成17年10月1日 桜川市                        | 桜川市                                        |
| 西那珂郡→茨城郡 （西茨城郡）                  | 中里村                                        |                                               |                                               | 北那珂村                                      | 北那珂村                                      | 昭和30年3月31日 岩瀬町                        | 昭和30年3月31日 岩瀬町                        | 平成17年10月1日 桜川市                        | 桜川市                                        |
| 西那珂郡→茨城郡 （西茨城郡）                  | 富谷村                                        |                                               |                                               | 北那珂村                                      | 北那珂村                                      | 昭和30年3月31日 岩瀬町                        | 昭和30年3月31日 岩瀬町                        | 平成17年10月1日 桜川市                        | 桜川市                                        |
| 西那珂郡→茨城郡 （西茨城郡）                  |                                               | 飯田村                                        | 明治元年 南飯田村                             | 北那珂村                                      | 北那珂村                                      | 昭和30年3月31日 岩瀬町                        | 昭和30年3月31日 岩瀬町                        | 平成17年10月1日 桜川市                        | 桜川市                                        |
| 西那珂郡→茨城郡 （西茨城郡）                  | 門毛村                                        |                                               |                                               | 北那珂村                                      | 北那珂村                                      | 昭和30年3月31日 岩瀬町                        | 昭和30年3月31日 岩瀬町                        | 平成17年10月1日 桜川市                        | 桜川市                                        |
| 西那珂郡→茨城郡 （西茨城郡）                  |                                               | 加茂部村                                      | 加茂部村                                      | 東那珂村                                      | 東那珂村                                      | 昭和30年3月31日 岩瀬町                        | 昭和30年3月31日 岩瀬町                        | 平成17年10月1日 桜川市                        | 桜川市                                        |
| 西那珂郡→茨城郡 （西茨城郡）                  | 高幡村                                        |                                               |                                               | 東那珂村                                      | 東那珂村                                      | 昭和30年3月31日 岩瀬町                        | 昭和30年3月31日 岩瀬町                        | 平成17年10月1日 桜川市                        | 桜川市                                        |
| 西那珂郡→茨城郡 （西茨城郡）                  | 猿田村                                        |                                               |                                               | 東那珂村                                      | 東那珂村                                      | 昭和30年3月31日 岩瀬町                        | 昭和30年3月31日 岩瀬町                        | 平成17年10月1日 桜川市                        | 桜川市                                        |
| 西那珂郡→茨城郡 （西茨城郡）                  | 松田村                                        |                                               |                                               | 東那珂村                                      | 東那珂村                                      | 昭和30年3月31日 岩瀬町                        | 昭和30年3月31日 岩瀬町                        | 平成17年10月1日 桜川市                        | 桜川市                                        |
| 西那珂郡→茨城郡 （西茨城郡）                  | 木植村                                        |                                               |                                               | 東那珂村                                      | 東那珂村                                      | 昭和30年3月31日 岩瀬町                        | 昭和30年3月31日 岩瀬町                        | 平成17年10月1日 桜川市                        | 桜川市                                        |
| 西那珂郡→茨城郡 （西茨城郡）                  | 曽根村                                        |                                               |                                               | 東那珂村                                      | 東那珂村                                      | 昭和30年3月31日 岩瀬町                        | 昭和30年3月31日 岩瀬町                        | 平成17年10月1日 桜川市                        | 桜川市                                        |
| 西那珂郡→茨城郡 （西茨城郡）                  | 今泉村                                        |                                               |                                               | 東那珂村                                      | 東那珂村                                      | 昭和30年3月31日 岩瀬町                        | 昭和30年3月31日 岩瀬町                        | 平成17年10月1日 桜川市                        | 桜川市                                        |
| 西那珂郡→茨城郡 （西茨城郡）                  | 水戸村                                        |                                               |                                               | 東那珂村                                      | 東那珂村                                      | 昭和30年3月31日 岩瀬町                        | 昭和30年3月31日 岩瀬町                        | 平成17年10月1日 桜川市                        | 桜川市                                        |
| 西那珂郡→茨城郡 （西茨城郡）                  | 友部村                                        |                                               |                                               | 東那珂村                                      | 東那珂村                                      | 昭和30年3月31日 岩瀬町                        | 昭和30年3月31日 岩瀬町                        | 平成17年10月1日 桜川市                        | 桜川市                                        |
| 西那珂郡→茨城郡 （西茨城郡）                  | 青柳村                                        |                                               |                                               | 東那珂村                                      | 東那珂村                                      | 昭和30年3月31日 岩瀬町                        | 昭和30年3月31日 岩瀬町                        | 平成17年10月1日 桜川市                        | 桜川市                                        |
| 西那珂郡→茨城郡 （西茨城郡）                  |                                               | 小塙村                                        | 明治元年 西小塙村                             | 東那珂村                                      | 東那珂村                                      | 昭和30年3月31日 岩瀬町                        | 昭和30年3月31日 岩瀬町                        | 平成17年10月1日 桜川市                        | 桜川市                                        |
| 西那珂郡→茨城郡 （西茨城郡）                  | 友部村                                        |                                               |                                               | 東那珂村                                      | 東那珂村                                      | 昭和30年3月31日 岩瀬町                        | 昭和30年3月31日 岩瀬町                        | 平成17年10月1日 桜川市                        | 桜川市                                        |
| 西那珂郡→茨城郡 （西茨城郡）                  | 磯部村                                        |                                               |                                               | 東那珂村                                      | 東那珂村                                      | 昭和30年3月31日 岩瀬町                        | 昭和30年3月31日 岩瀬町                        | 平成17年10月1日 桜川市                        | 桜川市                                        |
| 西那珂郡→茨城郡 （西茨城郡）                  |                                               | 谷中村                                        | 明治11年 上城村                               | 東那珂村                                      | 東那珂村                                      | 昭和30年3月31日 岩瀬町                        | 昭和30年3月31日 岩瀬町                        | 平成17年10月1日 桜川市                        | 桜川市                                        |
| 西那珂郡→茨城郡 （西茨城郡）                  | 橋本村                                        |                                               | 明治11年 上城村                               | 東那珂村                                      | 東那珂村                                      | 昭和30年3月31日 岩瀬町                        | 昭和30年3月31日 岩瀬町                        | 平成17年10月1日 桜川市                        | 桜川市                                        |
| 西那珂郡→茨城郡 （西茨城郡）                  | 稲村                                          |                                               |                                               | 東那珂村                                      | 東那珂村                                      | 昭和30年3月31日 岩瀬町                        | 昭和30年3月31日 岩瀬町                        | 平成17年10月1日 桜川市                        | 桜川市                                        |
| 真壁郡                                        |                                               | 東飯田村                                      | 明治9年 東飯田村                              | 雨引村                                        | 雨引村                                        | 昭和29年1月22日 大和村                        | 昭和29年1月22日 大和村                        | 平成17年10月1日 桜川市                        | 桜川市                                        |
| 真壁郡                                        | 西飯田村                                      |                                               | 明治9年 東飯田村                              | 雨引村                                        | 雨引村                                        | 昭和29年1月22日 大和村                        | 昭和29年1月22日 大和村                        | 平成17年10月1日 桜川市                        | 桜川市                                        |
| 真壁郡                                        | 本木村                                        |                                               |                                               | 雨引村                                        | 雨引村                                        | 昭和29年1月22日 大和村                        | 昭和29年1月22日 大和村                        | 平成17年10月1日 桜川市                        | 桜川市                                        |
| 真壁郡                                        | 阿部田村                                      |                                               |                                               | 雨引村                                        | 雨引村                                        | 昭和29年1月22日 大和村                        | 昭和29年1月22日 大和村                        | 平成17年10月1日 桜川市                        | 桜川市                                        |
| 真壁郡                                        | 大曾根村                                      |                                               |                                               | 雨引村                                        | 雨引村                                        | 昭和29年1月22日 大和村                        | 昭和29年1月22日 大和村                        | 平成17年10月1日 桜川市                        | 桜川市                                        |
| 真壁郡                                        | 羽田村                                        |                                               |                                               | 雨引村                                        | 雨引村                                        | 昭和29年1月22日 大和村                        | 昭和29年1月22日 大和村                        | 平成17年10月1日 桜川市                        | 桜川市                                        |
| 真壁郡                                        |                                               | 青木村                                        | 青木村                                        | 大国村                                        | 大国村                                        | 昭和29年1月22日 大和村                        | 昭和29年1月22日 大和村                        | 平成17年10月1日 桜川市                        | 桜川市                                        |
| 真壁郡                                        | 高森村                                        |                                               |                                               | 大国村                                        | 大国村                                        | 昭和29年1月22日 大和村                        | 昭和29年1月22日 大和村                        | 平成17年10月1日 桜川市                        | 桜川市                                        |
| 真壁郡                                        | 大国玉村                                      |                                               |                                               | 大国村                                        | 大国村                                        | 昭和29年1月22日 大和村                        | 昭和29年1月22日 大和村                        | 平成17年10月1日 桜川市                        | 桜川市                                        |
| 真壁郡                                        | 高久村                                        |                                               |                                               | 大国村                                        | 大国村                                        | 昭和29年1月22日 大和村                        | 昭和29年1月22日 大和村                        | 平成17年10月1日 桜川市                        | 桜川市                                        |
| 真壁郡                                        | 金敷村                                        |                                               |                                               | 大国村                                        | 大国村                                        | 昭和29年1月22日 大和村                        | 昭和29年1月22日 大和村                        | 平成17年10月1日 桜川市                        | 桜川市                                        |
| 真壁郡                                        |                                               | 町屋村                                        | 明治14年 真壁町                               | 真壁町                                        | 真壁町                                        | 昭和29年12月1日 真壁町                        | 昭和29年12月1日 真壁町                        | 平成17年10月1日 桜川市                        | 桜川市                                        |
| 真壁郡                                        | 山尾村                                        |                                               |                                               | 真壁町                                        | 真壁町                                        | 昭和29年12月1日 真壁町                        | 昭和29年12月1日 真壁町                        | 平成17年10月1日 桜川市                        | 桜川市                                        |
| 真壁郡                                        | 古城村                                        |                                               |                                               | 真壁町                                        | 真壁町                                        | 昭和29年12月1日 真壁町                        | 昭和29年12月1日 真壁町                        | 平成17年10月1日 桜川市                        | 桜川市                                        |
| 真壁郡                                        | 飯塚村                                        |                                               |                                               | 真壁町                                        | 真壁町                                        | 昭和29年12月1日 真壁町                        | 昭和29年12月1日 真壁町                        | 平成17年10月1日 桜川市                        | 桜川市                                        |
| 真壁郡                                        | 田村                                          |                                               |                                               | 真壁町                                        | 真壁町                                        | 昭和29年12月1日 真壁町                        | 昭和29年12月1日 真壁町                        | 平成17年10月1日 桜川市                        | 桜川市                                        |
| 真壁郡                                        | 伊佐々村                                      |                                               |                                               | 真壁町                                        | 真壁町                                        | 昭和29年12月1日 真壁町                        | 昭和29年12月1日 真壁町                        | 平成17年10月1日 桜川市                        | 桜川市                                        |
| 真壁郡                                        | 亀熊村                                        |                                               |                                               | 真壁町                                        | 真壁町                                        | 昭和29年12月1日 真壁町                        | 昭和29年12月1日 真壁町                        | 平成17年10月1日 桜川市                        | 桜川市                                        |
| 真壁郡                                        | 塙世村                                        |                                               |                                               | 真壁町                                        | 真壁町                                        | 昭和29年12月1日 真壁町                        | 昭和29年12月1日 真壁町                        | 平成17年10月1日 桜川市                        | 桜川市                                        |
| 真壁郡                                        |                                               | 原方村                                        | 原方村                                        | 樺穂村                                        | 樺穂村                                        | 昭和29年12月1日 真壁町                        | 昭和29年12月1日 真壁町                        | 平成17年10月1日 桜川市                        | 桜川市                                        |
| 真壁郡                                        | 長岡村                                        |                                               |                                               | 樺穂村                                        | 樺穂村                                        | 昭和29年12月1日 真壁町                        | 昭和29年12月1日 真壁町                        | 平成17年10月1日 桜川市                        | 桜川市                                        |
| 真壁郡                                        | 白井村                                        |                                               |                                               | 樺穂村                                        | 樺穂村                                        | 昭和29年12月1日 真壁町                        | 昭和29年12月1日 真壁町                        | 平成17年10月1日 桜川市                        | 桜川市                                        |
| 真壁郡                                        | 桜井村                                        |                                               |                                               | 樺穂村                                        | 樺穂村                                        | 昭和29年12月1日 真壁町                        | 昭和29年12月1日 真壁町                        | 平成17年10月1日 桜川市                        | 桜川市                                        |
| 真壁郡                                        | 上小幡村                                      |                                               |                                               | 樺穂村                                        | 樺穂村                                        | 昭和29年12月1日 真壁町                        | 昭和29年12月1日 真壁町                        | 平成17年10月1日 桜川市                        | 桜川市                                        |
| 真壁郡                                        | 下小幡村                                      |                                               |                                               | 樺穂村                                        | 樺穂村                                        | 昭和29年12月1日 真壁町                        | 昭和29年12月1日 真壁町                        | 平成17年10月1日 桜川市                        | 桜川市                                        |
| 真壁郡                                        |                                               | 細柴村                                        | 細柴村                                        | 谷貝村                                        | 谷貝村                                        | 昭和29年12月1日 真壁町                        | 昭和29年12月1日 真壁町                        | 平成17年10月1日 桜川市                        | 桜川市                                        |
| 真壁郡                                        | 東矢貝村                                      |                                               |                                               | 谷貝村                                        | 谷貝村                                        | 昭和29年12月1日 真壁町                        | 昭和29年12月1日 真壁町                        | 平成17年10月1日 桜川市                        | 桜川市                                        |
| 真壁郡                                        | 上谷貝村                                      |                                               |                                               | 谷貝村                                        | 谷貝村                                        | 昭和29年12月1日 真壁町                        | 昭和29年12月1日 真壁町                        | 平成17年10月1日 桜川市                        | 桜川市                                        |
| 真壁郡                                        | 下谷貝村                                      |                                               |                                               | 谷貝村                                        | 谷貝村                                        | 昭和29年12月1日 真壁町                        | 昭和29年12月1日 真壁町                        | 平成17年10月1日 桜川市                        | 桜川市                                        |
| 真壁郡                                        | 大塚新田                                      |                                               |                                               | 谷貝村                                        | 谷貝村                                        | 昭和29年12月1日 真壁町                        | 昭和29年12月1日 真壁町                        | 平成17年10月1日 桜川市                        | 桜川市                                        |
| 真壁郡                                        |                                               | 羽鳥村                                        | 羽鳥村                                        | 紫尾村                                        | 紫尾村                                        | 昭和29年12月1日 真壁町                        | 昭和29年12月1日 真壁町                        | 平成17年10月1日 桜川市                        | 桜川市                                        |
| 真壁郡                                        |                                               | 上椎尾村                                      | 明治11年 椎尾村                               | 紫尾村                                        | 紫尾村                                        | 昭和29年12月1日 真壁町                        | 昭和29年12月1日 真壁町                        | 平成17年10月1日 桜川市                        | 桜川市                                        |
| 真壁郡                                        | 下椎尾村                                      |                                               | 明治11年 椎尾村                               | 紫尾村                                        | 紫尾村                                        | 昭和29年12月1日 真壁町                        | 昭和29年12月1日 真壁町                        | 平成17年10月1日 桜川市                        | 桜川市                                        |
| 真壁郡                                        | 東山田村                                      |                                               |                                               | 紫尾村                                        | 紫尾村                                        | 昭和29年12月1日 真壁町                        | 昭和29年12月1日 真壁町                        | 平成17年10月1日 桜川市                        | 桜川市                                        |
| 真壁郡                                        | 酒寄村                                        |                                               |                                               | 紫尾村                                        | 紫尾村                                        | 昭和29年12月1日 真壁町                        | 昭和29年12月1日 真壁町                        | 平成17年10月1日 桜川市                        | 桜川市                                        |
| 真壁郡                                        |                                               | 源法寺村                                      | 源法寺村                                      | 長讃村 の一部                                 | 長讃村の一部                                  | 昭和29年11月2日 真壁町に編入                  |                                               | 平成17年10月1日 桜川市                        | 桜川市                                        |

## 地区名
合併の際､地名表示が変更された
| 旧町村 | 住居表示実施 | 変更内容                          | 備考                                         |
| ------ | ------------ | --------------------------------- | -------------------------------------------- |
| 岩瀬町 | ○            | 西茨城郡岩瀬町○○→桜川市○○         | 明日香、富士見台、御領、東桜川、西桜川が該当 |
| 岩瀬町 | ✕            | 西茨城郡岩瀬町大字○○→桜川市○○     |                                              |
| 大和村 | ✕            | 真壁郡大和村大字○○→桜川市○○       |                                              |
| 真壁町 | ✕            | 真壁郡真壁町大字○○→桜川市真壁町○○ |                                              |

### 旧岩瀬町
- 旧岩瀬町(西那珂村)：岩瀬、御領、明日香、富士見台、西桜川、東桜川、鍬田、犬田、西飯岡、富岡、久原、飯渕、大泉、長方、本郷、中泉、下泉、堤上、上野原地新田
- 旧北那珂村︰南飯田、亀岡、小塩、福崎、間中、門毛、入野、平沢、坂本、中里、大月、山口、富谷
- 旧東那珂村︰友部、加茂部、西小塙、上城、高幡、猿田、木植、今泉、青柳、稲、磯部、曽根、水戸、松田

### 旧真壁町
- 各地区名に「真壁町」を冠する
  - 真壁、飯塚、伊佐々、亀熊、田、塙世、古城、山尾
  - 旧樺穂村︰長岡、白井、桜井、上小幡、下小幡、原方
  - 旧紫尾村︰椎尾、東山田、羽鳥、酒寄
  - 旧谷貝村︰上谷貝、下谷貝、東矢貝、細芝、大塚新田
  - 旧長讃村︰源法寺

### 旧大和村
- 旧雨引村︰本木、東飯田、大曽根、羽田、阿部田
- 旧大国村︰大国玉、青木、高森、高久、金敷

## 自治会区
桜川市には住所地名のほか､桜川市区設置条例に基づき120の区が存在する。
| 地域     | ナンバリング | 地区名    | 自治会区名   | 所管区域                                         |
| -------- | ------------ | --------- | ------------ | ------------------------------------------------ |
| 岩瀬地区 | 第1区        | 岩瀬      | 岩瀬東第１区 | 岩瀬駅前通南北線以東区域(東区一)                 |
| 岩瀬地区 | 第2区        | 岩瀬      | 岩瀬東第２区 | 同上以西区域(東区二)                             |
| 岩瀬地区 | 第3区        | 岩瀬      | 岩瀬東第３区 | 旧栄町(東区三)                                   |
| 岩瀬地区 | 第4区        | 岩瀬      | 岩瀬西区     | 同上以西区域                                     |
| 岩瀬地区 | 第5区        | 岩瀬      | 元岩瀬       | 元岩瀬                                           |
| 岩瀬地区 | 第6区        | 岩瀬      | 御領         | 御領                                             |
| 岩瀬地区 | 第7区        | 岩瀬      | 明日香       | 明日香                                           |
| 岩瀬地区 | 第8区        | 岩瀬      | 桜川         | 桜川                                             |
| 岩瀬地区 | 第9区        | 岩瀬      | 富士見台     | 富士見台                                         |
| 岩瀬地区 | 第10区       | 岩瀬      | 大岡         | 大岡                                             |
| 岩瀬地区 | 第11区       | 犬田      | 常盤町       | 犬田鉄道線以北区域                               |
| 岩瀬地区 | 第12区       | 犬田      | 犬田         | 犬田鉄道線以南区域                               |
| 岩瀬地区 | 第13区       | 長方      | 長方(北)     | 長方大排水以北                                   |
| 岩瀬地区 | 第14区       | 長方      | 長方(南)     | 同上以南                                         |
| 岩瀬地区 | 第15区       | 中泉      | 中泉         | 中泉                                             |
| 岩瀬地区 | 第16区       | 上の原    | 上の原       | 上野原地新田                                     |
| 岩瀬地区 | 第17区       | 下泉      | 下泉         | 下泉                                             |
| 岩瀬地区 | 第18区       | 本郷      | 本郷         | 本郷                                             |
| 岩瀬地区 | 第19区       | 堤上      | 堤上         | 堤上                                             |
| 岩瀬地区 | 第20区       | 西飯岡    | 西飯岡       | 西飯岡                                           |
| 岩瀬地区 | 第21区       | 大泉      | 大泉         | 大泉                                             |
| 岩瀬地区 | 第22区       | 飯渕      | 飯渕         | 飯渕                                             |
| 岩瀬地区 | 第23区       | 久原      | 久原         | 久原                                             |
| 岩瀬地区 | 第24区       | 富岡      | 富岡         | 富岡                                             |
| 岩瀬地区 | 第25区       | 鍬田      | 鍬田         | 鍬田                                             |
| 岩瀬地区 | 第26区       | 富谷      | 富谷         | 富谷                                             |
| 岩瀬地区 | 第27区       | 中里      | 中里         | 中里                                             |
| 岩瀬地区 | 第28区       | 入野      | 入野本田     | 入野本田                                         |
| 岩瀬地区 | 第29区       | 入野      | 入野新田     | 入野新田                                         |
| 岩瀬地区 | 第30区       | 門毛      | 門毛東       | 前根、入坪                                       |
| 岩瀬地区 | 第31区       | 門毛      | 門毛西       | 金場、関場                                       |
| 岩瀬地区 | 第32区       | 南飯田    | 南飯田       | 南飯田                                           |
| 岩瀬地区 | 第33区       | 間中      | 間中         | 間中                                             |
| 岩瀬地区 | 第34区       | 平沢      | 平沢         | 平沢                                             |
| 岩瀬地区 | 第35区       | 池亀      | 池亀         | 池亀                                             |
| 岩瀬地区 | 第36区       | 山口      | 山口         | 山口                                             |
| 岩瀬地区 | 第37区       | 大月      | 大月         | 大月                                             |
| 岩瀬地区 | 第38区       | 坂本      | 坂本         | 坂本                                             |
| 岩瀬地区 | 第39区       | 小塩      | 小塩         | 小塩                                             |
| 岩瀬地区 | 第40区       | 福崎      | 福崎         | 福崎                                             |
| 岩瀬地区 | 第41区       | 亀岡      | 亀岡         | 亀岡                                             |
| 岩瀬地区 | 第42区       | 西小塙    | 西小塙一     | 旧西小塙第1、2                                   |
| 岩瀬地区 | 第43区       | 西小塙    | 西小塙二     | 旧西小塙第3                                      |
| 岩瀬地区 | 第44区       | 西小塙    | 西小塙三     | 旧西小塙第4、5、6                                |
| 岩瀬地区 | 第45区       | 加茂部    | 加茂部一     | 加茂部国道線一円                                 |
| 岩瀬地区 | 第46区       | 加茂部    | 加茂部二     | 同上以南                                         |
| 岩瀬地区 | 第47区       | 高幡      | 高幡         | 高幡                                             |
| 岩瀬地区 | 第48区       | 今泉      | 今泉         | 今泉                                             |
| 岩瀬地区 | 第49区       | 木植      | 木植         | 木植                                             |
| 岩瀬地区 | 第50区       | 猿田      | 猿田         | 猿田                                             |
| 岩瀬地区 | 第51区       | 曽根      | 曽根         | 曽根                                             |
| 岩瀬地区 | 第52区       | 松田      | 松田         | 松田                                             |
| 岩瀬地区 | 第53区       | 友部      | 羽黒駅前     | 友部羽黒駅以北一円                               |
| 岩瀬地区 | 第54区       | 友部      | 東友部       | 同上以南一円                                     |
| 岩瀬地区 | 第55区       | 友部      | 西友部       | 同上以西一円                                     |
| 岩瀬地区 | 第56区       | 友部      | 稲荷橋       | 国道線稲荷橋一円                                 |
| 岩瀬地区 | 第57区       | 上城      | 上城         | 上城鉄道線以南                                   |
| 岩瀬地区 | 第58区       | 上城      | 谷中         | 同上以北一円                                     |
| 岩瀬地区 | 第59区       | 水戸      | 水戸         | 水戸                                             |
| 岩瀬地区 | 第60区       | 青柳      | 青柳         | 青柳                                             |
| 岩瀬地区 | 第61区       | 磯部      | 磯部         | 磯部                                             |
| 岩瀬地区 | 第62区       | 稲        | 稲           | 稲                                               |
| 大和地区 | 第63区       | 本木      | 本木1区      | 本木のうち雨引、畑中、駅前                       |
| 大和地区 | 第64区       | 本木      | 本木2区      | 本木のうち茂賀、宿、荒屋敷                       |
| 大和地区 | 第65区       | 大曽根    | 大曽根       | 大曽根                                           |
| 大和地区 | 第66区       | 東飯田    | 東飯田       | 東飯田のうち東部                                 |
| 大和地区 | 第67区       | 東飯田    | 西方         | 東飯田のうち西方                                 |
| 大和地区 | 第68区       | 阿部田    | 阿部田       | 阿部田                                           |
| 大和地区 | 第69区       | 羽田      | 羽田         | 羽田                                             |
| 大和地区 | 第70区       | 大国玉    | 宮           | 大国玉のうち宮                                   |
| 大和地区 | 第71区       | 大国玉    | 木崎         | 大国玉のうち木崎                                 |
| 大和地区 | 第72区       | 大国玉    | 前原         | 大国玉のうち前原                                 |
| 大和地区 | 第73区       | 大国玉    | 中丸木       | 大国玉のうち中丸木、平、西峰                     |
| 大和地区 | 第74区       | 大国玉    | 福泉         | 大国玉のうち福泉                                 |
| 大和地区 | 第75区       | 高久      | 中根         | 高久のうち中根                                   |
| 大和地区 | 第76区       | 高久      | 高久         | 高久                                             |
| 大和地区 | 第77区       | 高久      | 鷲宿         | 高久のうち鷲宿                                   |
| 大和地区 | 第78区       | 金敷      | 金敷         | 金敷                                             |
| 大和地区 | 第79区       | 高森      | 高森         | 金森                                             |
| 大和地区 | 第80区       | 青木      | 青木         | 青木                                             |
| 真壁地区 | 第81区       | 真壁      | 上宿         | 真壁のうち上宿                                   |
| 真壁地区 | 第82区       | 真壁      | 下宿         | 真壁のうち下宿                                   |
| 真壁地区 | 第83区       | 真壁      | 川原町       | 真壁のうち川原町                                 |
| 真壁地区 | 第84区       | 真壁      | 高上町       | 真壁のうち高上町                                 |
| 真壁地区 | 第85区       | 真壁      | 仲町         | 真壁のうち仲町                                   |
| 真壁地区 | 第86区       | 真壁      | 新宿         | 真壁のうち新宿                                   |
| 真壁地区 | 第87区       | 真壁      | 大和町       | 真壁のうち大和町                                 |
| 真壁地区 | 第88区       | 古城      | 古城         | 古城                                             |
| 真壁地区 | 第89区       | 山尾      | 山尾         | 山尾                                             |
| 真壁地区 | 第90区       | 田        | 田(鍋屋)     | 田のうち鍋屋                                     |
| 真壁地区 | 第91区       | 田        | 田(金井)     | 田のうち金井                                     |
| 真壁地区 | 第92区       | 田        | 田(山口)     | 田のうち山口                                     |
| 真壁地区 | 第93区       | 伊佐々    | 伊佐々       | 伊佐々                                           |
| 真壁地区 | 第94区       | 飯塚      | 飯塚         | 飯塚                                             |
| 真壁地区 | 第95区       | 塙世      | 塙世         | 塙世                                             |
| 真壁地区 | 第96区       | 亀熊      | 亀熊         | 亀熊                                             |
| 真壁地区 | 第97区       | 源法寺    | 源法寺       | 源法寺のうち源法寺                               |
| 真壁地区 | 第98区       | 源法寺    | 須津賀       | 源法寺のうち須津賀                               |
| 真壁地区 | 第99区       | 羽鳥      | 羽鳥         | 羽鳥                                             |
| 真壁地区 | 第100区      | 東山田    | 東山田       | 東山田                                           |
| 真壁地区 | 第101区      | 椎尾      | 北椎尾       | 椎尾のうち北椎尾                                 |
| 真壁地区 | 第102区      | 椎尾      | 南椎尾       | 椎尾のうち南椎尾                                 |
| 真壁地区 | 第103区      | 椎尾      | 紫尾団地     | 椎尾のうち紫尾団地                               |
| 真壁地区 | 第104区      | 酒寄      | 酒寄         | 酒寄                                             |
| 真壁地区 | 第105区      | 細芝      | 細芝         | 細芝                                             |
| 真壁地区 | 第106区      | 下谷貝    | 下谷貝(下)   | 下谷貝のうち落合、辻                             |
| 真壁地区 | 第107区      | 下谷貝    | 下谷貝(中)   | 下谷貝のうち東原、京戸、後山                     |
| 真壁地区 | 第108区      | 下谷貝    | 下谷貝(上)   | 下谷貝のうち峰中根、南島、北島、谷津、南岡、北岡 |
| 真壁地区 | 第109区      | 上谷貝    | 上谷貝(南)   | 上谷貝のうち鹿島宮、飽戸、中通                   |
| 真壁地区 | 第110区      | 上谷貝    | 上谷貝(北)   | 上谷貝のうち西島、宮後、梶谷島、稲荷山           |
| 真壁地区 | 第111区      | 東矢貝    | 東矢貝       | 東矢貝                                           |
| 真壁地区 | 第112区      | 大塚新田  | 大塚新田     | 大塚新田                                         |
| 真壁地区 | 第113区      | 桜井      | 桜井         | 桜井                                             |
| 真壁地区 | 第114区      | 白井      | 白井         | 白井                                             |
| 真壁地区 | 第115区      | 長岡      | 長岡         | 長岡                                             |
| 真壁地区 | 第116区      | 下小幡    | 下小幡       | 下小幡                                           |
| 真壁地区 | 第117区      | 上小幡    | 上小幡       | 上小幡                                           |
| 真壁地区 | 第118区      | 原方      | 原方         | 原方                                             |
| 真壁地区 | 第119区      | 特別第1区 | 特別第1区    | 田のうち雇用促進住宅金井宿舎                     |
| 真壁地区 | 第120区      | 特別第2区 | 特別第2区    | 椎尾のうち県営真壁アパート                       |

## 友好交流都市

### 国外
- シリストラ市（ブルガリア共和国）

2016年（平成28年）9月14日 提携
- バコール市（フィリピン）

2018年（平成30年）5月23日 提携

## 桜川市商工会

### 概要
平成の大合併で誕生した桜川市内の旧3町村の各商工会が合併し発足した。通常の商工会業務のほか、SAKURAフェスティバル、真壁のひなまつり、大和（まほろば）の石まつり、夏休み子ども映画まつりの運営・後援を行っている。

#### 施設
- 本所（岩瀬事務所） - 桜川市東桜川1丁目21番地1（中央公民館に隣接）
- 真壁事務所 - 桜川市真壁町真壁198番地58

大和事務所も設置されていたが、職員数の減少を理由に廃止されている。

#### スタンプシール

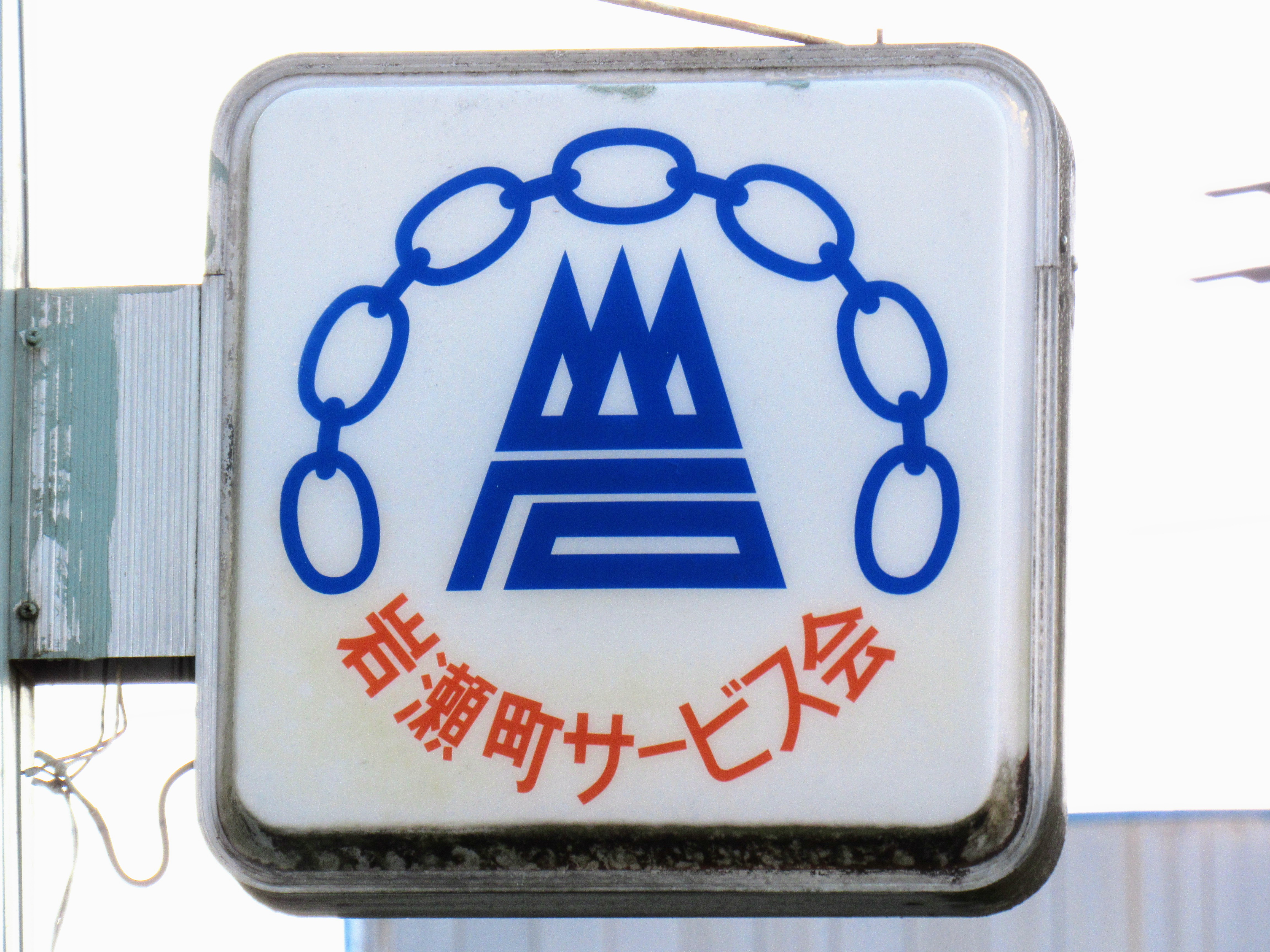
岩瀬町サービス会

商工会は合併したが、合併前の取り組みは統合されることなく存続している。どちらもスタンプシールを集め、景品の抽選に応募する形式となっている。
- 岩瀬町サービス会
- 真壁町サービス会

### 商工会の沿革
- 1975年（昭和50年）：大和村商工会館が開館[24]
- 1978年（昭和53年）3月：岩瀬町商工会館が竣工
- 2009年（平成21年）4月1日：桜川市商工会が発足[24]
- 2017年（平成29年）6月30日：大和事務所（桜川市羽田1019-1）が閉館[24]

### 役員
2022年（令和3年）5月21日現在
| 役職     | 氏名       |
| -------- | ---------- |
| 会長     | 皆川光吉   |
| 副会長   | 古橋伸夫   |
| 副会長   | 橋本慶晴   |
| 女性部長 | 仁平千鶴子 |
| 青年部長 | 安達忠由   |

## 名所・旧跡

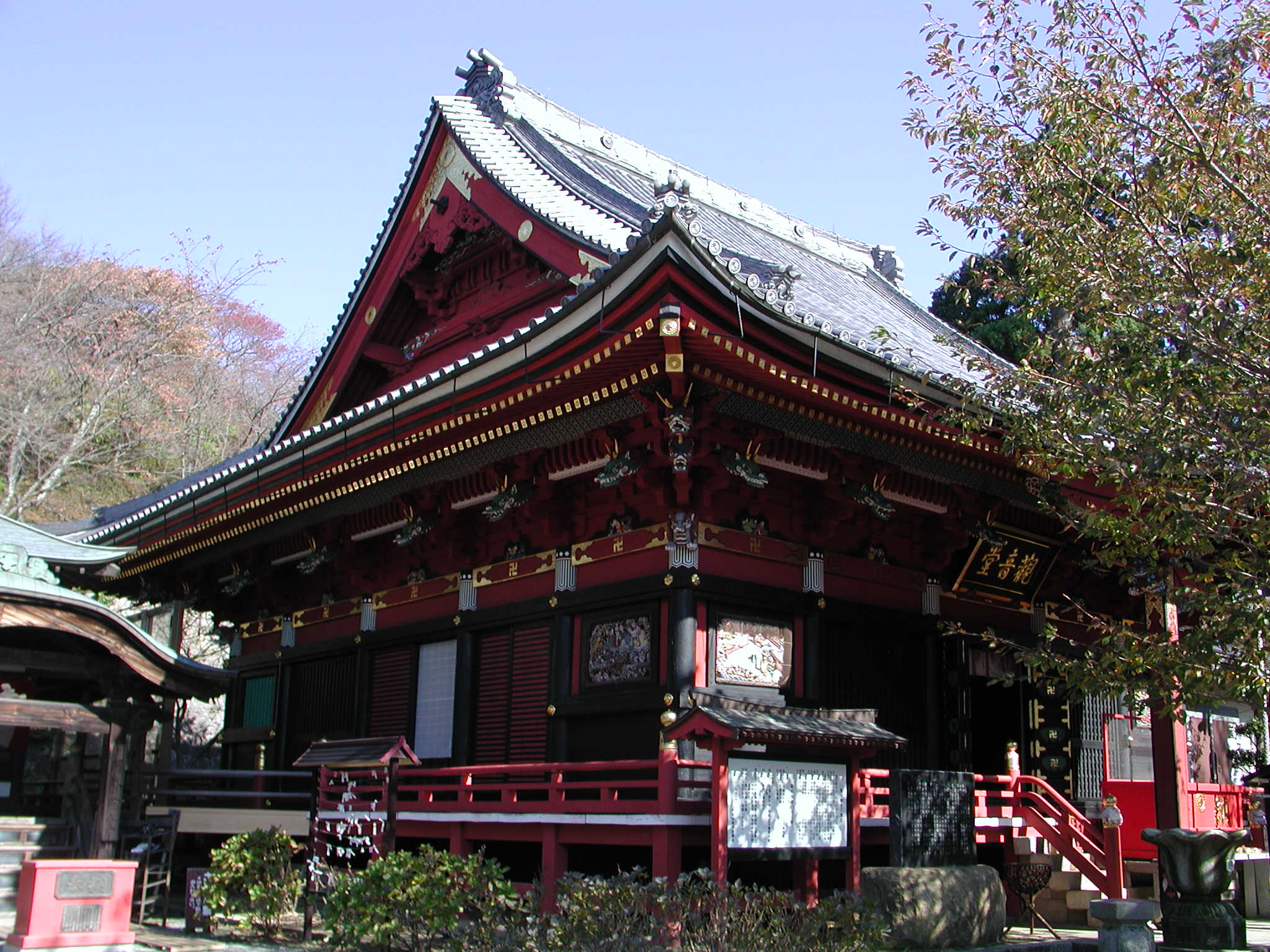
雨引観音

### 名所・旧跡

#### 岩瀬地区

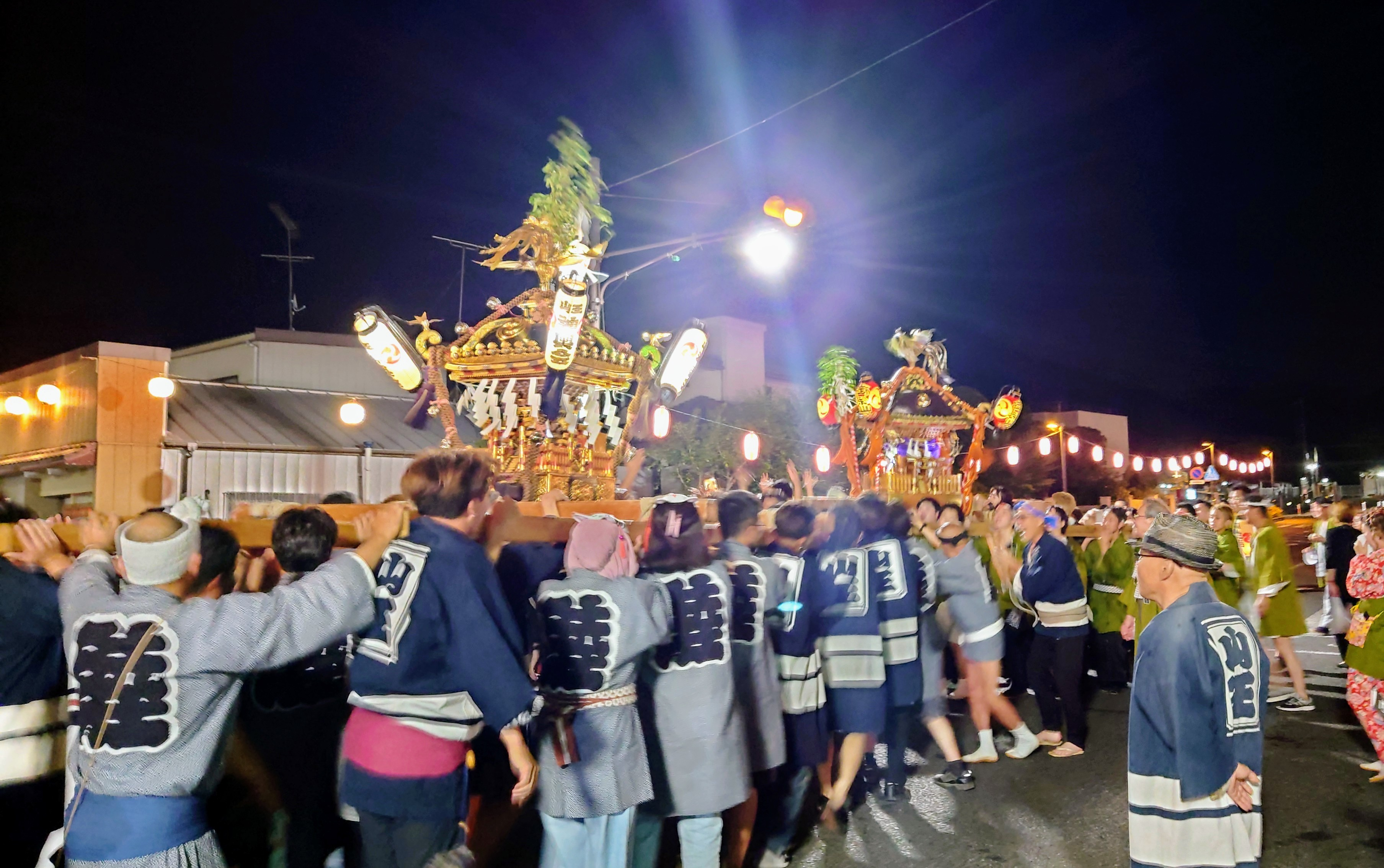
駅前夏祭り

- 桜川のサクラ（世阿弥の謡曲桜川の舞台）
  - 桜川磯部稲村神社
  - 磯部桜川公園
- 富谷観音（施無畏山小山寺）
- 月山寺
- 富谷山ふれあい公園
- 上野沼
- 妙法寺
- 岩瀬城総合娯楽センター
- つくばりんりんロード
- 関東ふれあいの道

#### 大和地区
- 雨引観音（雨引山楽法寺）
- 大国玉神社
- 薬王院
- 青木堰
- つくばりんりんロード
- 関東ふれあいの道

#### 真壁地区
- 真壁の町並み（国の重要伝統的建造物群保存地区、104棟が国の登録有形文化財）
- 五所駒瀧神社
- 加波山神社
- 加波山
- つくばりんりんロード
- 真壁城跡
- 伝正寺
- 全国緑化行事発祥の地（林業遺産）[25]
- 関東ふれあいの道

### 博物館・美術館
- 月山寺美術館
- 岩瀬石彫展覧館「ROCK MUSEUM」
- あまびき美術館
- 桜川市歴史民俗資料館
- たばこ資料館

### 温泉
- 伝正寺温泉

## 祭事・催事

### 祭事・町おこし催事

#### 岩瀬地区
- 岩瀬駅前夏祭り
- 納涼大会（桜川市）(盆踊り)
- SAKURAフェスティバル（旧・市民祭）
- 桜川の桜まつり
- 大飯祭り（下泉、本郷地区）
- 間中のささら（三匹獅子）
- 高幡のささら
- 久原のひょっとこ
- ぼうじぼっくり
- 羽黒けら踊り

#### 大和地区
- マダラ鬼神祭（日本二大鬼祭）
- 大曽根の雷神社祭礼（加波山囃子）
- 鍬の祭
- さやどまわり
- 大和流鏑馬合戦（まほろばやぶさめがっせん）
- 大和（まほろば）の石まつり
- あじさい祭

#### 真壁地区
- 真壁祇園祭
- 真壁神武祭
- 加波山神社 - 嵐除祭/大漁祭/天狗祭/開山祭/きせる祭/新穀祭
- 加波山三枝祇神社 - 鎮座祭
- 五所駒瀧神社 - 茅の輪くぐり/ひながた流し
- まかべ♡街灯り 十三夜祭
- 真壁のひなまつり
- かったて祭
- 火渉祭
- まかべ日和
- まかべINIフェスタ

### 芸術文化
- 真壁2002天降
- 桜川03 04龍走
- 現代野外彫刻展「雨引の里と彫刻」
- アーティスト・イン・レジデンス 石彫千年の交感
- 真壁プロジェクト in 井田照一
- アーティストキャンプ in IBARAKI
- 戦国アート合戦絵巻（常世の国 こくぶん祭）
- アースワーク土舞台
- 宮島達男　Art in You
- 元気なアートコラボラボ 桜川芸術祭

## 著名な出身者

### 旧岩瀬町域
- 伊沢拓司 - クイズプレイヤー
- 榎戸庄衛 - 画家
- 久保三郎 - 日本社会党衆議院議員
- 永瀬義郎 - 版画家、画家、旧北那珂村出身
- 長谷川大紋 - 自由民主党参議院議員、旧岩瀬町出身
- 安達勇人 - 歌手
- 広沢吉平 - 農業経済学者、旧北那珂村出身
- 有村直吉 - 元力士、第11代入間川

### 旧大和村域
- 市川厚一 - 病理学者、旧大和村出身

### 旧真壁町域
- 櫻川めぐ - 歌手、声優

- 雨谷一樹 - 競輪選手
- 飯田貴敬 - プロサッカー選手（京都サンガF.C.）

- 小杉美佳 - 歌手、タレント
- 佐川美代太郎 - 漫画家
- ダイナソー拓真 - KAIENTAI DOJO所属、プロレスラー

## ゆかりの著名人
- 浅賀正治 - 石彫家。桜川市在住、出身は山形県
- イサム・ノグチ - 彫刻家。1960年来日、真壁町にて作品制作。
- 出町光識 - 陶芸家・美術家。桜川市在住、出身は東京都豊島区

## ロケが行われたドラマ
- 仮面ライダークウガ（2000年、テレビ朝日）　12話のズ・ザイン・ダとの戦いは真壁トライアルランドで撮影された。オープニングのバイクアクションの撮影も行われた。
- ヤンキー母校に帰る（2003年、TBS)　桜川市立桃山中学校（現 桜川市立真壁学園義務教育学校）でロケ
- 砂時計（2007年、TBS） 五所駒瀧神社、真壁高校などでロケ[26]